# Liste der Kulturdenkmäler in Hamburg-Ohlsdorf (Frank’sche Siedlung)
Die Liste der Kulturdenkmäler in Hamburg-Ohlsdorf (Frank’sche Siedlung) enthält die in der Denkmalliste ausgewiesenen Denkmäler der Frank’schen Siedlung im Stadtteil Ohlsdorf der Freien und Hansestadt Hamburg.
Hinweis: Die Reihenfolge der Denkmäler in dieser Liste orientiert sich an den Straßennamen und ist alternativ nach Denkmallistennummer, Art (Objekt oder Ensemble), Typ, Datierung, Entwurf oder Beschreibung sortierbar.
Basis ist der Datensatz Denkmalliste Hamburg auf dem Open Data Portal Hamburg. Dieser enthält alle Objekte, die rechtskräftig nach dem Hamburger Denkmalschutzgesetz unter Denkmalschutz stehen (§ 6 Abs. 1 DSchG HA) oder zumindest zeitweise standen. Die Denkmalliste steht auch als PDF-Dokument zur Verfügung.
Die Frank’sche Siedlung stand schon vor der Novelle des Denkmalschutzgesetzes unter Denkmalschutz, ein entsprechender Eintrag ist auf der Liste der Kulturdenkmäler im Hamburger Bezirk Hamburg-Nord zu finden.
In der Spalte Lfd. Nr. ist die eindeutige Identifikationsnummer des Denkmals zu finden (in Klammern ggf. die Denkmalnummer nach altem Denkmalschutzgesetz). In der Spalte Art ist angegeben, ob es sich um ein Objekt („O“) oder ein Ensemble („E“) handelt. In der Spalte Ensemble ist ggf. die Nummer der Ensembles angegeben, zu der das Objekt gehört, bzw. bei Ensembles die Nummer des Ensembles selbst.
Die außerhalb der Frank’schen Siedlung gelegenen Kulturdenkmäler Ohlsdorfs sind auf der Liste der Kulturdenkmäler in Hamburg-Ohlsdorf zu finden. Diese Liste musste wegen ihrer Größe aufgespalten werden.

| ID           | Adresse                                 | Art | Typ        | Kurzbeschreibung | Datierung | Entwurf                          | Ensemble | Bild           |
| ------------ | --------------------------------------- | --- | ---------- | ---------------- | --------- | -------------------------------- | -------- | -------------- |
| 23993 (1860) | Am Stein 1 (Lage)                       | O   | Reihenhaus |                  | 1935–39   | Frank, Paul A. R./Frank, Hermann | 30923    |                |
| 23688 (1860) | Am Stein 2 (Lage)                       | O   | Reihenhaus |                  | 1935–39   | Frank, Paul A. R./Frank, Hermann | 30923    | BW             |
| 23686 (1860) | Am Stein 3 (Lage)                       | O   | Reihenhaus |                  | 1935–39   | Frank, Paul A. R./Frank, Hermann | 30923    | BW             |
| 23992 (1860) | Am Stein 4 (Lage)                       | O   | Reihenhaus |                  | 1935–39   | Frank, Paul A. R./Frank, Hermann | 30923    | BW             |
| 23999 (1860) | Am Stein 5 (Lage)                       | O   | Reihenhaus |                  | 1935–39   | Frank, Paul A. R./Frank, Hermann | 30923    | BW             |
| 24000 (1860) | Am Stein 6 (Lage)                       | O   | Reihenhaus |                  | 1935–39   | Frank, Paul A. R./Frank, Hermann | 30923    | BW             |
| 23997 (1860) | Am Stein 7 (Lage)                       | O   | Reihenhaus |                  | 1935–39   | Frank, Paul A. R./Frank, Hermann | 30923    | BW             |
| 24001 (1860) | Am Stein 8 (Lage)                       | O   | Reihenhaus |                  | 1935–39   | Frank, Paul A. R./Frank, Hermann | 30923    | BW             |
| 23685 (1860) | Am Stein 9 (Lage)                       | O   | Reihenhaus |                  | 1935–39   | Frank, Paul A. R./Frank, Hermann | 30923    | BW             |
| 24002 (1860) | Am Stein 10 (Lage)                      | O   | Reihenhaus |                  | 1935–39   | Frank, Paul A. R./Frank, Hermann | 30923    | BW             |
| 23995 (1860) | Am Stein 11 (Lage)                      | O   | Reihenhaus |                  | 1935–39   | Frank, Paul A. R./Frank, Hermann | 30923    |                |
| 23996 (1860) | Am Stein 12 (Lage)                      | O   | Reihenhaus |                  | 1935–39   | Frank, Paul A. R./Frank, Hermann | 30923    | BW             |
| 23994 (1860) | Am Stein 13 (Lage)                      | O   | Reihenhaus |                  | 1935–39   | Frank, Paul A. R./Frank, Hermann | 30923    | BW             |
| 23998 (1860) | Am Stein 14 (Lage)                      | O   | Reihenhaus |                  | 1935–39   | Frank, Paul A. R./Frank, Hermann | 30923    | BW             |
| 24003 (1860) | Am Stein 15 (Lage)                      | O   | Reihenhaus |                  | 1935–39   | Frank, Paul A. R./Frank, Hermann | 30923    | BW             |
| 24004 (1860) | Am Stein 16 (Lage)                      | O   | Reihenhaus |                  | 1935–39   | Frank, Paul A. R./Frank, Hermann | 30923    | BW             |
| 24005 (1860) | Am Stein 17 (Lage)                      | O   | Reihenhaus |                  | 1935–39   | Frank, Paul A. R./Frank, Hermann | 30923    | BW             |
| 24006 (1860) | Am Stein 18 (Lage)                      | O   | Reihenhaus |                  | 1935–39   | Frank, Paul A. R./Frank, Hermann | 30923    | BW             |
| 24007 (1860) | Am Stein 19 (Lage)                      | O   | Reihenhaus |                  | 1935–39   | Frank, Paul A. R./Frank, Hermann | 30923    | BW             |
| 24008 (1860) | Am Stein 20 (Lage)                      | O   | Reihenhaus |                  | 1935–39   | Frank, Paul A. R./Frank, Hermann | 30923    | BW             |
| 24009 (1860) | Am Stein 21 (Lage)                      | O   | Reihenhaus |                  | 1935–39   | Frank, Paul A. R./Frank, Hermann | 30923    | BW             |
| 24010 (1860) | Am Stein 22 (Lage)                      | O   | Reihenhaus |                  | 1935–39   | Frank, Paul A. R./Frank, Hermann | 30923    | BW             |
| 24011 (1860) | Am Stein 23 (Lage)                      | O   | Reihenhaus |                  | 1935–39   | Frank, Paul A. R./Frank, Hermann | 30923    | BW             |
| 24012 (1860) | Am Stein 24 (Lage)                      | O   | Reihenhaus |                  | 1935–39   | Frank, Paul A. R./Frank, Hermann | 30923    | BW             |
| 24013 (1860) | Am Stein 25 (Lage)                      | O   | Reihenhaus |                  | 1935–39   | Frank, Paul A. R./Frank, Hermann | 30923    | BW             |
| 24014 (1860) | Am Stein 26 (Lage)                      | O   | Reihenhaus |                  | 1935–39   | Frank, Paul A. R./Frank, Hermann | 30923    | BW             |
| 24015 (1860) | Am Stein 27 (Lage)                      | O   | Reihenhaus |                  | 1935–39   | Frank, Paul A. R./Frank, Hermann | 30923    | BW             |
| 24016 (1860) | Am Stein 28 (Lage)                      | O   | Reihenhaus |                  | 1935–39   | Frank, Paul A. R./Frank, Hermann | 30923    | BW             |
| 24017 (1860) | Am Stein 29 (Lage)                      | O   | Reihenhaus |                  | 1935–39   | Frank, Paul A. R./Frank, Hermann | 30923    | BW             |
| 24018 (1860) | Am Stein 30 (Lage)                      | O   | Reihenhaus |                  | 1935–39   | Frank, Paul A. R./Frank, Hermann | 30923    | BW             |
| 24019 (1860) | Am Stein 30 (Lage)                      | O   | Reihenhaus |                  | 1935–39   | Frank, Paul A. R./Frank, Hermann | 30923    | BW             |
| 24020 (1860) | Am Stein 31 (Lage)                      | O   | Reihenhaus |                  | 1935–39   | Frank, Paul A. R./Frank, Hermann | 30923    | BW             |
| 24021 (1860) | Am Stein 32 (Lage)                      | O   | Reihenhaus |                  | 1935–39   | Frank, Paul A. R./Frank, Hermann | 30923    | BW             |
| 24022 (1860) | Am Stein 33 (Lage)                      | O   | Reihenhaus |                  | 1935–39   | Frank, Paul A. R./Frank, Hermann | 30923    | BW             |
| 24023 (1860) | Am Stein 34 (Lage)                      | O   | Reihenhaus |                  | 1935–39   | Frank, Paul A. R./Frank, Hermann | 30923    | BW             |
| 24024 (1860) | Am Stein 35 (Lage)                      | O   | Reihenhaus |                  | 1935–39   | Frank, Paul A. R./Frank, Hermann | 30923    | BW             |
| 24025 (1860) | Am Stein 36 (Lage)                      | O   | Reihenhaus |                  | 1935–39   | Frank, Paul A. R./Frank, Hermann | 30923    | BW             |
| 24026 (1860) | Am Stein 37 (Lage)                      | O   | Reihenhaus |                  | 1935–39   | Frank, Paul A. R./Frank, Hermann | 30923    | BW             |
| 24027 (1860) | Am Stein 38 (Lage)                      | O   | Reihenhaus |                  | 1935–39   | Frank, Paul A. R./Frank, Hermann | 30923    | BW             |
| 24028 (1860) | Am Stein 39 (Lage)                      | O   | Reihenhaus |                  | 1935–39   | Frank, Paul A. R./Frank, Hermann | 30923    | BW             |
| 24029 (1860) | Am Stein 40 (Lage)                      | O   | Reihenhaus |                  | 1935–39   | Frank, Paul A. R./Frank, Hermann | 30923    | BW             |
| 24030 (1860) | Am Stein 41 (Lage)                      | O   | Reihenhaus |                  | 1935–39   | Frank, Paul A. R./Frank, Hermann | 30923    | BW             |
| 24031 (1860) | Am Stein 42 (Lage)                      | O   | Reihenhaus |                  | 1935–39   | Frank, Paul A. R./Frank, Hermann | 30923    |                |
| 24032 (1860) | Am Stein 43 (Lage)                      | O   | Reihenhaus |                  | 1935–39   | Frank, Paul A. R./Frank, Hermann | 30923    |                |
| 24033 (1860) | Am Stein 44 (Lage)                      | O   | Reihenhaus |                  | 1935–39   | Frank, Paul A. R./Frank, Hermann | 30923    |                |
| 24034 (1860) | Am Stein 45 (Lage)                      | O   | Reihenhaus |                  | 1935–39   | Frank, Paul A. R./Frank, Hermann | 30923    | BW             |
| 24035 (1860) | Am Stein 46 (Lage)                      | O   | Reihenhaus |                  | 1935–39   | Frank, Paul A. R./Frank, Hermann | 30923    | BW             |
| 24036 (1860) | Am Stein 47 (Lage)                      | O   | Reihenhaus |                  | 1935–39   | Frank, Paul A. R./Frank, Hermann | 30923    | BW             |
| 24037 (1860) | Am Stein 48 (Lage)                      | O   | Reihenhaus |                  | 1935–39   | Frank, Paul A. R./Frank, Hermann | 30923    | BW             |
| 24038 (1860) | Am Stein 49 (Lage)                      | O   | Reihenhaus |                  | 1935–39   | Frank, Paul A. R./Frank, Hermann | 30923    | BW             |
| 24039 (1860) | Am Stein 49 (Lage)                      | O   | Reihenhaus |                  | 1935–39   | Frank, Paul A. R./Frank, Hermann | 30923    | BW             |
| 24040 (1860) | Am Stein 50 (Lage)                      | O   | Reihenhaus |                  | 1935–39   | Frank, Paul A. R./Frank, Hermann | 30923    |                |
| 24041 (1860) | Am Stein 51 (Lage)                      | O   | Reihenhaus |                  | 1935–39   | Frank, Paul A. R./Frank, Hermann | 30923    | BW             |
| 24042 (1860) | Am Stein 52 (Lage)                      | O   | Reihenhaus |                  | 1935–39   | Frank, Paul A. R./Frank, Hermann | 30923    | BW             |
| 24043 (1860) | Am Stein 53 (Lage)                      | O   | Reihenhaus |                  | 1935–39   | Frank, Paul A. R./Frank, Hermann | 30923    | BW             |
| 24044 (1860) | Am Stein 54 (Lage)                      | O   | Reihenhaus |                  | 1935–39   | Frank, Paul A. R./Frank, Hermann | 30923    | BW             |
| 24045 (1860) | Am Stein 55 (Lage)                      | O   | Reihenhaus |                  | 1935–39   | Frank, Paul A. R./Frank, Hermann | 30923    |                |
| 24046 (1860) | Am Stein 56 (Lage)                      | O   | Reihenhaus |                  | 1935–39   | Frank, Paul A. R./Frank, Hermann | 30923    |                |
| 24047 (1860) | Am Stein 57 (Lage)                      | O   | Reihenhaus |                  | 1935–39   | Frank, Paul A. R./Frank, Hermann | 30923    |                |
| 24048 (1860) | Am Stein 58 (Lage)                      | O   | Reihenhaus |                  | 1935–39   | Frank, Paul A. R./Frank, Hermann | 30923    | BW             |
| 24049 (1860) | Am Stein 59 (Lage)                      | O   | Reihenhaus |                  | 1935–39   | Frank, Paul A. R./Frank, Hermann | 30923    | BW             |
| 24050 (1860) | Am Stein 60 (Lage)                      | O   | Reihenhaus |                  | 1935–39   | Frank, Paul A. R./Frank, Hermann | 30923    | BW             |
| 24051 (1860) | Am Stein 61 (Lage)                      | O   | Reihenhaus |                  | 1935–39   | Frank, Paul A. R./Frank, Hermann | 30923    | BW             |
| 24052 (1860) | Am Stein 62 (Lage)                      | O   | Reihenhaus |                  | 1935–39   | Frank, Paul A. R./Frank, Hermann | 30923    | BW             |
| 24053 (1860) | Am Stein 63 (Lage)                      | O   | Reihenhaus |                  | 1935–39   | Frank, Paul A. R./Frank, Hermann | 30923    | BW             |
| 24054 (1860) | Am Stein 64 (Lage)                      | O   | Reihenhaus |                  | 1935–39   | Frank, Paul A. R./Frank, Hermann | 30923    | BW             |
| 24055 (1860) | Am Stein 65 (Lage)                      | O   | Reihenhaus |                  | 1935–39   | Frank, Paul A. R./Frank, Hermann | 30923    | BW             |
| 24056 (1860) | Am Stein 66 (Lage)                      | O   | Reihenhaus |                  | 1935–39   | Frank, Paul A. R./Frank, Hermann | 30923    | BW             |
| 24057 (1860) | Am Stein 67 (Lage)                      | O   | Reihenhaus |                  | 1935–39   | Frank, Paul A. R./Frank, Hermann | 30923    | BW             |
| 24058 (1860) | Am Stein 68 (Lage)                      | O   | Reihenhaus |                  | 1935–39   | Frank, Paul A. R./Frank, Hermann | 30923    | BW             |
| 24059 (1860) | Am Stein 69 (Lage)                      | O   | Reihenhaus |                  | 1935–39   | Frank, Paul A. R./Frank, Hermann | 30923    | BW             |
| 24060 (1860) | Am Stein 70 (Lage)                      | O   | Reihenhaus |                  | 1935–39   | Frank, Paul A. R./Frank, Hermann | 30923    | BW             |
| 24061 (1860) | Am Stein 71 (Lage)                      | O   | Reihenhaus |                  | 1935–39   | Frank, Paul A. R./Frank, Hermann | 30923    | BW             |
| 24062 (1860) | Am Stein 72 (Lage)                      | O   | Reihenhaus |                  | 1935–39   | Frank, Paul A. R./Frank, Hermann | 30923    | BW             |
| 24063 (1860) | Am Stein 73 (Lage)                      | O   | Reihenhaus |                  | 1935–39   | Frank, Paul A. R./Frank, Hermann | 30923    | BW             |
| 24064 (1860) | Am Stein 74 (Lage)                      | O   | Reihenhaus |                  | 1935–39   | Frank, Paul A. R./Frank, Hermann | 30923    | BW             |
| 24065 (1860) | Am Stein 75 (Lage)                      | O   | Reihenhaus |                  | 1935–39   | Frank, Paul A. R./Frank, Hermann | 30923    | BW             |
| 24066 (1860) | Am Stein 76 (Lage)                      | O   | Reihenhaus |                  | 1935–39   | Frank, Paul A. R./Frank, Hermann | 30923    | BW             |
| 24067 (1860) | Am Stein 77 (Lage)                      | O   | Reihenhaus |                  | 1935–39   | Frank, Paul A. R./Frank, Hermann | 30923    | BW             |
| 24068 (1860) | Am Stein 78 (Lage)                      | O   | Reihenhaus |                  | 1935–39   | Frank, Paul A. R./Frank, Hermann | 30923    | BW             |
| 24069 (1860) | Am Stein 79 (Lage)                      | O   | Reihenhaus |                  | 1935–39   | Frank, Paul A. R./Frank, Hermann | 30923    | BW             |
| 24070 (1860) | Am Stein 80 (Lage)                      | O   | Reihenhaus |                  | 1935–39   | Frank, Paul A. R./Frank, Hermann | 30923    | BW             |
| 24071 (1860) | Am Stein 81 (Lage)                      | O   | Reihenhaus |                  | 1935–39   | Frank, Paul A. R./Frank, Hermann | 30923    | BW             |
| 24072 (1860) | Am Stein 82 (Lage)                      | O   | Reihenhaus |                  | 1935–39   | Frank, Paul A. R./Frank, Hermann | 30923    | BW             |
| 24073 (1860) | Am Stein 83 (Lage)                      | O   | Reihenhaus |                  | 1935–39   | Frank, Paul A. R./Frank, Hermann | 30923    | BW             |
| 24074 (1860) | Am Stein 84 (Lage)                      | O   | Reihenhaus |                  | 1935–1939 | Frank, Paul A. R./Frank, Hermann | 30923    | BW             |
| 24075 (1860) | Am Stein 85 (Lage)                      | O   | Reihenhaus |                  | 1935–39   | Frank, Paul A. R./Frank, Hermann | 30923    | BW             |
| 24076 (1860) | Am Stein 86 (Lage)                      | O   | Reihenhaus |                  | 1935–39   | Frank, Paul A. R./Frank, Hermann | 30923    | BW             |
| 24077 (1860) | Am Stein 87 (Lage)                      | O   | Reihenhaus |                  | 1935–39   | Frank, Paul A. R./Frank, Hermann | 30923    | BW             |
| 24078 (1860) | Am Stein 88 (Lage)                      | O   | Reihenhaus |                  | 1935–39   | Frank, Paul A. R./Frank, Hermann | 30923    | BW             |
| 24079 (1860) | Am Stein 89 (Lage)                      | O   | Reihenhaus |                  | 1935–39   | Frank, Paul A. R./Frank, Hermann | 30923    | BW             |
| 24080 (1860) | Am Stein 90 (Lage)                      | O   | Reihenhaus |                  | 1935–39   | Frank, Paul A. R./Frank, Hermann | 30923    | BW             |
| 24081 (1860) | Am Stein 91 (Lage)                      | O   | Reihenhaus |                  | 1935–39   | Frank, Paul A. R./Frank, Hermann | 30923    | BW             |
| 24082 (1860) | Am Stein 92 (Lage)                      | O   | Reihenhaus |                  | 1935–39   | Frank, Paul A. R./Frank, Hermann | 30923    | BW             |
| 24083 (1860) | Am Stein 93 (Lage)                      | O   | Reihenhaus |                  | 1935–39   | Frank, Paul A. R./Frank, Hermann | 30923    | BW             |
| 24084 (1860) | Am Stein 94 (Lage)                      | O   | Reihenhaus |                  | 1935–39   | Frank, Paul A. R./Frank, Hermann | 30923    | BW             |
| 24085 (1860) | Am Stein 95 (Lage)                      | O   | Reihenhaus |                  | 1935–39   | Frank, Paul A. R./Frank, Hermann | 30923    | BW             |
| 24086 (1860) | Am Stein 96 (Lage)                      | O   | Reihenhaus |                  | 1935–39   | Frank, Paul A. R./Frank, Hermann | 30923    | BW             |
| 24087 (1860) | Am Stein 97 (Lage)                      | O   | Reihenhaus |                  | 1935–39   | Frank, Paul A. R./Frank, Hermann | 30923    | BW             |
| 24088 (1860) | Am Stein 98 (Lage)                      | O   | Reihenhaus |                  | 1935–39   | Frank, Paul A. R./Frank, Hermann | 30923    |                |
| 24089 (1860) | Am Stein 99 (Lage)                      | O   | Reihenhaus |                  | 1935–39   | Frank, Paul A. R./Frank, Hermann | 30923    |                |
| 24090 (1860) | Am Stein 100 (Lage)                     | O   | Reihenhaus |                  | 1935–39   | Frank, Paul A. R./Frank, Hermann | 30923    |                |
| 24091 (1860) | Am Stein 101 (Lage)                     | O   | Reihenhaus |                  | 1935–39   | Frank, Paul A. R./Frank, Hermann | 30923    |                |
| 24092 (1860) | Am Stein 102 (Lage)                     | O   | Reihenhaus |                  | 1935–39   | Frank, Paul A. R./Frank, Hermann | 30923    | BW             |
| 24093 (1860) | Am Stein 103 (Lage)                     | O   | Reihenhaus |                  | 1935–39   | Frank, Paul A. R./Frank, Hermann | 30923    | BW             |
| 23684 (1860) | Am Stein 104 (Lage)                     | O   | Reihenhaus |                  | 1935–39   | Frank, Paul A. R./Frank, Hermann | 30923    |                |
| 23693 (1860) | Borstels Ende 4a (Lage)                 | O   | Reihenhaus |                  | 1935–39   | Frank, Paul A. R./Frank, Hermann | 30923    | BW             |
| 23692 (1860) | Borstels Ende 4b (Lage)                 | O   | Reihenhaus |                  | 1935–39   | Frank, Paul A. R./Frank, Hermann | 30923    | BW             |
| 23700 (1860) | Borstels Ende 4c (Lage)                 | O   | Reihenhaus |                  | 1935–39   | Frank, Paul A. R./Frank, Hermann | 30923    | BW             |
| 23694 (1860) | Borstels Ende 4d (Lage)                 | O   | Reihenhaus |                  | 1935–39   | Frank, Paul A. R./Frank, Hermann | 30923    | BW             |
| 23695 (1860) | Borstels Ende 4e (Lage)                 | O   | Reihenhaus |                  | 1935–39   | Frank, Paul A. R./Frank, Hermann | 30923    | BW             |
| 23701 (1860) | Borstels Ende 4f (Lage)                 | O   | Reihenhaus |                  | 1935–39   | Frank, Paul A. R./Frank, Hermann | 30923    | BW             |
| 23696 (1860) | Borstels Ende 4g (Lage)                 | O   | Reihenhaus |                  | 1935–39   | Frank, Paul A. R./Frank, Hermann | 30923    | BW             |
| 23697 (1860) | Borstels Ende 4h (Lage)                 | O   | Reihenhaus |                  | 1935–39   | Frank, Paul A. R./Frank, Hermann | 30923    | BW             |
| 23698 (1860) | Borstels Ende 6a (Lage)                 | O   | Reihenhaus |                  | 1935–39   | Frank, Paul A. R./Frank, Hermann | 30923    | BW             |
| 23699 (1860) | Borstels Ende 6b (Lage)                 | O   | Reihenhaus |                  | 1935–39   | Frank, Paul A. R./Frank, Hermann | 30923    | BW             |
| 23738 (1860) | Borstels Ende 6c (Lage)                 | O   | Reihenhaus |                  | 1935–39   | Frank, Paul A. R./Frank, Hermann | 30923    | BW             |
| 23690 (1860) | Borstels Ende 6d (Lage)                 | O   | Reihenhaus |                  | 1935–39   | Frank, Paul A. R./Frank, Hermann | 30923    | BW             |
| 23691 (1860) | Borstels Ende 6e (Lage)                 | O   | Reihenhaus |                  | 1935–39   | Frank, Paul A. R./Frank, Hermann | 30923    | BW             |
| 23702 (1860) | Borstels Ende 6f (Lage)                 | O   | Reihenhaus |                  | 1935–39   | Frank, Paul A. R./Frank, Hermann | 30923    | BW             |
| 23703 (1860) | Borstels Ende 6g (Lage)                 | O   | Reihenhaus |                  | 1935–39   | Frank, Paul A. R./Frank, Hermann | 30923    | BW             |
| 23689 (1860) | Borstels Ende 6h (Lage)                 | O   | Reihenhaus |                  | 1935–39   | Frank, Paul A. R./Frank, Hermann | 30923    | BW             |
| 23727 (1860) | Kornweg 13a (Lage)                      | O   | Reihenhaus |                  | 1935–39   | Frank, Paul A. R./Frank, Hermann | 30923    | BW             |
| 23716 (1860) | Kornweg 13b (Lage)                      | O   | Reihenhaus |                  | 1935–39   | Frank, Paul A. R./Frank, Hermann | 30923    | BW             |
| 23676 (1860) | Kornweg 13c (Lage)                      | O   | Reihenhaus |                  | 1935–39   | Frank, Paul A. R./Frank, Hermann | 30923    | BW             |
| 23718 (1860) | Kornweg 13d (Lage)                      | O   | Reihenhaus |                  | 1935–39   | Frank, Paul A. R./Frank, Hermann | 30923    | BW             |
| 23720 (1860) | Kornweg 13e (Lage)                      | O   | Reihenhaus |                  | 1935–39   | Frank, Paul A. R./Frank, Hermann | 30923    | BW             |
| 23721 (1860) | Kornweg 13f (Lage)                      | O   | Reihenhaus |                  | 1935–39   | Frank, Paul A. R./Frank, Hermann | 30923    | BW             |
| 23722 (1860) | Kornweg 13g (Lage)                      | O   | Reihenhaus |                  | 1935–39   | Frank, Paul A. R./Frank, Hermann | 30923    | BW             |
| 23723 (1860) | Kornweg 13h (Lage)                      | O   | Reihenhaus |                  | 1935–39   | Frank, Paul A. R./Frank, Hermann | 30923    | BW             |
| 23724 (1860) | Kornweg 13j (Lage)                      | O   | Reihenhaus |                  | 1935–39   | Frank, Paul A. R./Frank, Hermann | 30923    | BW             |
| 23726 (1860) | Kornweg 13k (Lage)                      | O   | Reihenhaus |                  | 1935–39   | Frank, Paul A. R./Frank, Hermann | 30923    | BW             |
| 23732 (1860) | Kornweg 13l (Lage)                      | O   | Reihenhaus |                  | 1935–39   | Frank, Paul A. R./Frank, Hermann | 30923    | BW             |
| 23731 (1860) | Kornweg 13m (Lage)                      | O   | Reihenhaus |                  | 1935–39   | Frank, Paul A. R./Frank, Hermann | 30923    |                |
| 23730 (1860) | Kornweg 15a (Lage)                      | O   | Reihenhaus |                  | 1935–39   | Frank, Paul A. R./Frank, Hermann | 30923    | BW             |
| 23728 (1860) | Kornweg 15b (Lage)                      | O   | Reihenhaus |                  | 1935–39   | Frank, Paul A. R./Frank, Hermann | 30923    | BW             |
| 23729 (1860) | Kornweg 15c (Lage)                      | O   | Reihenhaus |                  | 1935–39   | Frank, Paul A. R./Frank, Hermann | 30923    |                |
| 23717 (1860) | Kornweg 15d (Lage)                      | O   | Reihenhaus |                  | 1935–39   | Frank, Paul A. R./Frank, Hermann | 30923    |                |
| 23715 (1860) | Kornweg 15e (Lage)                      | O   | Reihenhaus |                  | 1935–39   | Frank, Paul A. R./Frank, Hermann | 30923    |                |
| 23725 (1860) | Kornweg 15f (Lage)                      | O   | Reihenhaus |                  | 1935–39   | Frank, Paul A. R./Frank, Hermann | 30923    | BW             |
| 23705 (1860) | Kornweg 15g (Lage)                      | O   | Reihenhaus |                  | 1935–39   | Frank, Paul A. R./Frank, Hermann | 30923    | BW             |
| 23719 (1860) | Kornweg 15h (Lage)                      | O   | Reihenhaus |                  | 1935–39   | Frank, Paul A. R./Frank, Hermann | 30923    |                |
| 23714 (1860) | Kornweg 15j (Lage)                      | O   | Reihenhaus |                  | 1935–39   | Frank, Paul A. R./Frank, Hermann | 30923    | BW             |
| 23704 (1860) | Kornweg 15k (Lage)                      | O   | Reihenhaus |                  | 1935–39   | Frank, Paul A. R./Frank, Hermann | 30923    | BW             |
| 23706 (1860) | Kornweg 17a (Lage)                      | O   | Reihenhaus |                  | 1935–39   | Frank, Paul A. R./Frank, Hermann | 30923    |                |
| 23707 (1860) | Kornweg 17b (Lage)                      | O   | Reihenhaus |                  | 1935–39   | Frank, Paul A. R./Frank, Hermann | 30923    |                |
| 23708 (1860) | Kornweg 17c (Lage)                      | O   | Reihenhaus |                  | 1935–39   | Frank, Paul A. R./Frank, Hermann | 30923    |                |
| 23709 (1860) | Kornweg 17d (Lage)                      | O   | Reihenhaus |                  | 1935–39   | Frank, Paul A. R./Frank, Hermann | 30923    |                |
| 23710 (1860) | Kornweg 17e (Lage)                      | O   | Reihenhaus |                  | 1935–39   | Frank, Paul A. R./Frank, Hermann | 30923    |                |
| 23713 (1860) | Kornweg 17f (Lage)                      | O   | Reihenhaus |                  | 1935–39   | Frank, Paul A. R./Frank, Hermann | 30923    |                |
| 23711 (1860) | Kornweg 17g (Lage)                      | O   | Reihenhaus |                  | 1935–39   | Frank, Paul A. R./Frank, Hermann | 30923    |                |
| 23712 (1860) | Kornweg 17h (Lage)                      | O   | Reihenhaus |                  | 1935–39   | Frank, Paul A. R./Frank, Hermann | 30923    |                |
| 23680 (1860) | Övern Barg 1 (Lage)                     | O   | Reihenhaus |                  | 1935–39   | Frank, Paul A. R./Frank, Hermann | 30923    | BW             |
| 23679 (1860) | Övern Barg 2a (Lage)                    | O   | Reihenhaus |                  | 1935–39   | Frank, Paul A. R./Frank, Hermann | 30923    |                |
| 23759 (1860) | Övern Barg 2b (Lage)                    | O   | Reihenhaus |                  | 1935–39   | Frank, Paul A. R./Frank, Hermann | 30923    | BW             |
| 23760 (1860) | Övern Barg 2c (Lage)                    | O   | Reihenhaus |                  | 1935–39   | Frank, Paul A. R./Frank, Hermann | 30923    | BW             |
| 23761 (1860) | Övern Barg 2d (Lage)                    | O   | Reihenhaus |                  | 1935–39   | Frank, Paul A. R./Frank, Hermann | 30923    | BW             |
| 23762 (1860) | Övern Barg 2e (Lage)                    | O   | Reihenhaus |                  | 1935–39   | Frank, Paul A. R./Frank, Hermann | 30923    | BW             |
| 23763 (1860) | Övern Barg 2f (Lage)                    | O   | Reihenhaus |                  | 1935–39   | Frank, Paul A. R./Frank, Hermann | 30923    | BW             |
| 23764 (1860) | Övern Barg 2g (Lage)                    | O   | Reihenhaus |                  | 1935–39   | Frank, Paul A. R./Frank, Hermann | 30923    | BW             |
| 23733 (1860) | Övern Barg 3 (Lage)                     | O   | Reihenhaus |                  | 1935–39   | Frank, Paul A. R./Frank, Hermann | 30923    | BW             |
| 23765 (1860) | Övern Barg 4a (Lage)                    | O   | Reihenhaus |                  | 1935–39   | Frank, Paul A. R./Frank, Hermann | 30923    |                |
| 23766 (1860) | Övern Barg 4b (Lage)                    | O   | Reihenhaus |                  | 1935–39   | Frank, Paul A. R./Frank, Hermann | 30923    | BW             |
| 23446 (1860) | Övern Barg 4c (Lage)                    | O   | Reihenhaus |                  | 1935–39   | Frank, Paul A. R./Frank, Hermann | 30923    | BW             |
| 23447 (1860) | Övern Barg 4d (Lage)                    | O   | Reihenhaus |                  | 1935–39   | Frank, Paul A. R./Frank, Hermann | 30923    | BW             |
| 23448 (1860) | Övern Barg 4e (Lage)                    | O   | Reihenhaus |                  | 1935–39   | Frank, Paul A. R./Frank, Hermann | 30923    | BW             |
| 23269 (1860) | Övern Barg 4f (Lage)                    | O   | Reihenhaus |                  | 1935–39   | Frank, Paul A. R./Frank, Hermann | 30923    | BW             |
| 23270 (1860) | Övern Barg 4g (Lage)                    | O   | Reihenhaus |                  | 1935–39   | Frank, Paul A. R./Frank, Hermann | 30923    | BW             |
| 23271 (1860) | Övern Barg 4h (Lage)                    | O   | Reihenhaus |                  | 1935–39   | Frank, Paul A. R./Frank, Hermann | 30923    | BW             |
| 23272 (1860) | Övern Barg 4j (Lage)                    | O   | Reihenhaus |                  | 1935–39   | Frank, Paul A. R./Frank, Hermann | 30923    | BW             |
| 23734 (1860) | Övern Barg 5 (Lage)                     | O   | Reihenhaus |                  | 1935–39   | Frank, Paul A. R./Frank, Hermann | 30923    | BW             |
| 23273 (1860) | Övern Barg 6 (Lage)                     | O   | Reihenhaus |                  | 1935–39   | Frank, Paul A. R./Frank, Hermann | 30923    |                |
| 23735 (1860) | Övern Barg 7 (Lage)                     | O   | Reihenhaus |                  | 1935–39   | Frank, Paul A. R./Frank, Hermann | 30923    | BW             |
| 23274 (1860) | Övern Barg 8 (Lage)                     | O   | Reihenhaus |                  | 1935–39   | Frank, Paul A. R./Frank, Hermann | 30923    |                |
| 23736 (1860) | Övern Barg 9 (Lage)                     | O   | Reihenhaus |                  | 1935–39   | Frank, Paul A. R./Frank, Hermann | 30923    | BW             |
| 23275 (1860) | Övern Barg 10 (Lage)                    | O   | Reihenhaus |                  | 1935–39   | Frank, Paul A. R./Frank, Hermann | 30923    |                |
| 23737 (1860) | Övern Barg 11 (Lage)                    | O   | Reihenhaus |                  | 1935–39   | Frank, Paul A. R./Frank, Hermann | 30923    | BW             |
| 23276 (1860) | Övern Barg 12 (Lage)                    | O   | Reihenhaus |                  | 1935–39   | Frank, Paul A. R./Frank, Hermann | 30923    |                |
| 23739 (1860) | Övern Barg 13 (Lage)                    | O   | Reihenhaus |                  | 1935–39   | Frank, Paul A. R./Frank, Hermann | 30923    | BW             |
| 23277 (1860) | Övern Barg 14 (Lage)                    | O   | Reihenhaus |                  | 1935–39   | Frank, Paul A. R./Frank, Hermann | 30923    | BW             |
| 23740 (1860) | Övern Barg 15 (Lage)                    | O   | Reihenhaus |                  | 1935–39   | Frank, Paul A. R./Frank, Hermann | 30923    | BW             |
| 23767 (1860) | Övern Barg 16 (Lage)                    | O   | Reihenhaus |                  | 1935–39   | Frank, Paul A. R./Frank, Hermann | 30923    | BW             |
| 23741 (1860) | Övern Barg 17 (Lage)                    | O   | Reihenhaus |                  | 1935–39   | Frank, Paul A. R./Frank, Hermann | 30923    | BW             |
| 23768 (1860) | Övern Barg 18 (Lage)                    | O   | Reihenhaus |                  | 1935–39   | Frank, Paul A. R./Frank, Hermann | 30923    | BW             |
| 23742 (1860) | Övern Barg 19 (Lage)                    | O   | Reihenhaus |                  | 1935–39   | Frank, Paul A. R./Frank, Hermann | 30923    |                |
| 23497 (1860) | Övern Barg 20 (Lage)                    | O   | Reihenhaus |                  | 1935–39   | Frank, Paul A. R./Frank, Hermann | 30923    | BW             |
| 23743 (1860) | Övern Barg 21 (Lage)                    | O   | Reihenhaus |                  | 1935–39   | Frank, Paul A. R./Frank, Hermann | 30923    | BW             |
| 23498 (1860) | Övern Barg 22 (Lage)                    | O   | Reihenhaus |                  | 1935–39   | Frank, Paul A. R./Frank, Hermann | 30923    | BW             |
| 23744 (1860) | Övern Barg 23 (Lage)                    | O   | Reihenhaus |                  | 1935–39   | Frank, Paul A. R./Frank, Hermann | 30923    | BW             |
| 23499 (1860) | Övern Barg 24 (Lage)                    | O   | Reihenhaus |                  | 1935–39   | Frank, Paul A. R./Frank, Hermann | 30923    | BW             |
| 23745 (1860) | Övern Barg 25 (Lage)                    | O   | Reihenhaus |                  | 1935–39   | Frank, Paul A. R./Frank, Hermann | 30923    | BW             |
| 23500 (1860) | Övern Barg 26 (Lage)                    | O   | Reihenhaus |                  | 1935–39   | Frank, Paul A. R./Frank, Hermann | 30923    | BW             |
| 23746 (1860) | Övern Barg 27 (Lage)                    | O   | Reihenhaus |                  | 1935–39   | Frank, Paul A. R./Frank, Hermann | 30923    | BW             |
| 23501 (1860) | Övern Barg 28 (Lage)                    | O   | Reihenhaus |                  | 1935–39   | Frank, Paul A. R./Frank, Hermann | 30923    | BW             |
| 23747 (1860) | Övern Barg 29 (Lage)                    | O   | Reihenhaus |                  | 1935–39   | Frank, Paul A. R./Frank, Hermann | 30923    | BW             |
| 23502 (1860) | Övern Barg 30 (Lage)                    | O   | Reihenhaus |                  | 1935–39   | Frank, Paul A. R./Frank, Hermann | 30923    | BW             |
| 23748 (1860) | Övern Barg 31 (Lage)                    | O   | Reihenhaus |                  | 1935–39   | Frank, Paul A. R./Frank, Hermann | 30923    | BW             |
| 23503 (1860) | Övern Barg 32 (Lage)                    | O   | Reihenhaus |                  | 1935–39   | Frank, Paul A. R./Frank, Hermann | 30923    |                |
| 23749 (1860) | Övern Barg 33 (Lage)                    | O   | Reihenhaus |                  | 1935–39   | Frank, Paul A. R./Frank, Hermann | 30923    | BW             |
| 23504 (1860) | Övern Barg 34 (Lage)                    | O   | Reihenhaus |                  | 1935–39   | Frank, Paul A. R./Frank, Hermann | 30923    |                |
| 23750 (1860) | Övern Barg 35 (Lage)                    | O   | Reihenhaus |                  | 1935–39   | Frank, Paul A. R./Frank, Hermann | 30923    | BW             |
| 23505 (1860) | Övern Barg 36 (Lage)                    | O   | Reihenhaus |                  | 1935–39   | Frank, Paul A. R./Frank, Hermann | 30923    | BW             |
| 23751 (1860) | Övern Barg 37 (Lage)                    | O   | Reihenhaus |                  | 1935–39   | Frank, Paul A. R./Frank, Hermann | 30923    |                |
| 23506 (1860) | Övern Barg 38 (Lage)                    | O   | Reihenhaus |                  | 1935–39   | Frank, Paul A. R./Frank, Hermann | 30923    |                |
| 23752 (1860) | Övern Barg 39 (Lage)                    | O   | Reihenhaus |                  | 1935–39   | Frank, Paul A. R./Frank, Hermann | 30923    | BW             |
| 23507 (1860) | Övern Barg 40 (Lage)                    | O   | Reihenhaus |                  | 1935–39   | Frank, Paul A. R./Frank, Hermann | 30923    | BW             |
| 23753 (1860) | Övern Barg 41 (Lage)                    | O   | Reihenhaus |                  | 1935–39   | Frank, Paul A. R./Frank, Hermann | 30923    | BW             |
| 23508 (1860) | Övern Barg 42 (Lage)                    | O   | Reihenhaus |                  | 1935–39   | Frank, Paul A. R./Frank, Hermann | 30923    | BW             |
| 23754 (1860) | Övern Barg 43 (Lage)                    | O   | Reihenhaus |                  | 1935–39   | Frank, Paul A. R./Frank, Hermann | 30923    | BW             |
| 23769 (1860) | Övern Barg 44 (Lage)                    | O   | Reihenhaus |                  | 1935–39   | Frank, Paul A. R./Frank, Hermann | 30923    | BW             |
| 23755 (1860) | Övern Barg 45 (Lage)                    | O   | Reihenhaus |                  | 1935–39   | Frank, Paul A. R./Frank, Hermann | 30923    | BW             |
| 23770 (1860) | Övern Barg 46 (Lage)                    | O   | Reihenhaus |                  | 1935–39   | Frank, Paul A. R./Frank, Hermann | 30923    | BW             |
| 23756 (1860) | Övern Barg 47 (Lage)                    | O   | Reihenhaus |                  | 1935–39   | Frank, Paul A. R./Frank, Hermann | 30923    | BW             |
| 23771 (1860) | Övern Barg 48 (Lage)                    | O   | Reihenhaus |                  | 1935–39   | Frank, Paul A. R./Frank, Hermann | 30923    | BW             |
| 23757 (1860) | Övern Barg 49 (Lage)                    | O   | Reihenhaus |                  | 1935–39   | Frank, Paul A. R./Frank, Hermann | 30923    | BW             |
| 23772 (1860) | Övern Barg 50 (Lage)                    | O   | Reihenhaus |                  | 1935–39   | Frank, Paul A. R./Frank, Hermann | 30923    | BW             |
| 23758 (1860) | Övern Barg 51 (Lage)                    | O   | Reihenhaus |                  | 1935–39   | Frank, Paul A. R./Frank, Hermann | 30923    | BW             |
| 23773 (1860) | Övern Barg 52 (Lage)                    | O   | Reihenhaus |                  | 1935–39   | Frank, Paul A. R./Frank, Hermann | 30923    | BW             |
| 23774 (1860) | Övern Barg 54 (Lage)                    | O   | Reihenhaus |                  | 1935–39   | Frank, Paul A. R./Frank, Hermann | 30923    | BW             |
| 23775 (1860) | Övern Barg 56 (Lage)                    | O   | Reihenhaus |                  | 1935–39   | Frank, Paul A. R./Frank, Hermann | 30923    | BW             |
| 23776 (1860) | Övern Barg 58 (Lage)                    | O   | Reihenhaus |                  | 1935–39   | Frank, Paul A. R./Frank, Hermann | 30923    | BW             |
| 23777 (1860) | Övern Barg 60 (Lage)                    | O   | Reihenhaus |                  | 1935–39   | Frank, Paul A. R./Frank, Hermann | 30923    | BW             |
| 23778 (1860) | Övern Barg 62 (Lage)                    | O   | Reihenhaus |                  | 1935–39   | Frank, Paul A. R./Frank, Hermann | 30923    | BW             |
| 23779 (1860) | Övern Barg 66 (Lage)                    | O   | Reihenhaus |                  | 1935–39   | Frank, Paul A. R./Frank, Hermann | 30923    | BW             |
| 23780 (1860) | Övern Barg 68 (Lage)                    | O   | Reihenhaus |                  | 1935–39   | Frank, Paul A. R./Frank, Hermann | 30923    | BW             |
| 23678 (1860) | Övern Block 1a (Lage)                   | O   | Reihenhaus |                  | 1935–39   | Frank, Paul A. R./Frank, Hermann | 30923    | BW             |
| 23781 (1860) | Övern Block 1b (Lage)                   | O   | Reihenhaus |                  | 1935–39   | Frank, Paul A. R./Frank, Hermann | 30923    | BW             |
| 23782 (1860) | Övern Block 1c (Lage)                   | O   | Reihenhaus |                  | 1935–39   | Frank, Paul A. R./Frank, Hermann | 30923    | BW             |
| 23783 (1860) | Övern Block 1d (Lage)                   | O   | Reihenhaus |                  | 1935–39   | Frank, Paul A. R./Frank, Hermann | 30923    | BW             |
| 23784 (1860) | Övern Block 1e (Lage)                   | O   | Reihenhaus |                  | 1935–39   | Frank, Paul A. R./Frank, Hermann | 30923    | BW             |
| 23785 (1860) | Övern Block 1f (Lage)                   | O   | Reihenhaus |                  | 1935–39   | Frank, Paul A. R./Frank, Hermann | 30923    | BW             |
| 23682 (1860) | Övern Block 2 (Lage)                    | O   | Reihenhaus |                  | 1935–39   | Frank, Paul A. R./Frank, Hermann | 30923    |                |
| 23786 (1860) | Övern Block 3 (Lage)                    | O   | Reihenhaus |                  | 1935–39   | Frank, Paul A. R./Frank, Hermann | 30923    |                |
| 23792 (1860) | Övern Block 4 (Lage)                    | O   | Reihenhaus |                  | 1935–39   | Frank, Paul A. R./Frank, Hermann | 30923    | BW             |
| 23787 (1860) | Övern Block 5 (Lage)                    | O   | Reihenhaus |                  | 1935–39   | Frank, Paul A. R./Frank, Hermann | 30923    | BW             |
| 23793 (1860) | Övern Block 6 (Lage)                    | O   | Reihenhaus |                  | 1935–39   | Frank, Paul A. R./Frank, Hermann | 30923    | BW             |
| 23788 (1860) | Övern Block 7 (Lage)                    | O   | Reihenhaus |                  | 1935–39   | Frank, Paul A. R./Frank, Hermann | 30923    | BW             |
| 23794 (1860) | Övern Block 8 (Lage)                    | O   | Reihenhaus |                  | 1935–39   | Frank, Paul A. R./Frank, Hermann | 30923    | BW             |
| 23789 (1860) | Övern Block 9 (Lage)                    | O   | Reihenhaus |                  | 1935–39   | Frank, Paul A. R./Frank, Hermann | 30923    | BW             |
| 23795 (1860) | Övern Block 10 (Lage)                   | O   | Reihenhaus |                  | 1935–39   | Frank, Paul A. R./Frank, Hermann | 30923    | BW             |
| 23790 (1860) | Övern Block 11 (Lage)                   | O   | Reihenhaus |                  | 1935–39   | Frank, Paul A. R./Frank, Hermann | 30923    | BW             |
| 23796 (1860) | Övern Block 12 (Lage)                   | O   | Reihenhaus |                  | 1935–39   | Frank, Paul A. R./Frank, Hermann | 30923    | BW             |
| 23791 (1860) | Övern Block 13 (Lage)                   | O   | Reihenhaus |                  | 1935–39   | Frank, Paul A. R./Frank, Hermann | 30923    | BW             |
| 23797 (1860) | Övern Block 14 (Lage)                   | O   | Reihenhaus |                  | 1935–39   | Frank, Paul A. R./Frank, Hermann | 30923    |                |
| 23021 (1860) | Övern Block 15 (Lage)                   | O   | Reihenhaus |                  | 1935–39   | Frank, Paul A. R./Frank, Hermann | 30923    | BW             |
| 23798 (1860) | Övern Block 16 (Lage)                   | O   | Reihenhaus |                  | 1935–39   | Frank, Paul A. R./Frank, Hermann | 30923    | BW             |
| 23022 (1860) | Övern Block 17 (Lage)                   | O   | Reihenhaus |                  | 1935–39   | Frank, Paul A. R./Frank, Hermann | 30923    | BW             |
| 23799 (1860) | Övern Block 18 (Lage)                   | O   | Reihenhaus |                  | 1935–39   | Frank, Paul A. R./Frank, Hermann | 30923    | BW             |
| 23023 (1860) | Övern Block 19 (Lage)                   | O   | Reihenhaus |                  | 1935–39   | Frank, Paul A. R./Frank, Hermann | 30923    | BW             |
| 23800 (1860) | Övern Block 20 (Lage)                   | O   | Reihenhaus |                  | 1935–39   | Frank, Paul A. R./Frank, Hermann | 30923    | BW             |
| 23024 (1860) | Övern Block 21 (Lage)                   | O   | Reihenhaus |                  | 1935–39   | Frank, Paul A. R./Frank, Hermann | 30923    | BW             |
| 23801 (1860) | Övern Block 22 (Lage)                   | O   | Reihenhaus |                  | 1935–39   | Frank, Paul A. R./Frank, Hermann | 30923    | BW             |
| 23025 (1860) | Övern Block 23 (Lage)                   | O   | Reihenhaus |                  | 1935–39   | Frank, Paul A. R./Frank, Hermann | 30923    | BW             |
| 23802 (1860) | Övern Block 24 (Lage)                   | O   | Reihenhaus |                  | 1935–39   | Frank, Paul A. R./Frank, Hermann | 30923    | BW             |
| 23026 (1860) | Övern Block 25 (Lage)                   | O   | Reihenhaus |                  | 1935–39   | Frank, Paul A. R./Frank, Hermann | 30923    | BW             |
| 23803 (1860) | Övern Block 26 (Lage)                   | O   | Reihenhaus |                  | 1935–39   | Frank, Paul A. R./Frank, Hermann | 30923    | BW             |
| 23027 (1860) | Övern Block 27 (Lage)                   | O   | Reihenhaus |                  | 1935–39   | Frank, Paul A. R./Frank, Hermann | 30923    | BW             |
| 23804 (1860) | Övern Block 28 (Lage)                   | O   | Reihenhaus |                  | 1935–39   | Frank, Paul A. R./Frank, Hermann | 30923    | BW             |
| 23028 (1860) | Övern Block 29 (Lage)                   | O   | Reihenhaus |                  | 1935–39   | Frank, Paul A. R./Frank, Hermann | 30923    | BW             |
| 23873 (1860) | Övern Block 30 (Lage)                   | O   | Reihenhaus |                  | 1935–39   | Frank, Paul A. R./Frank, Hermann | 30923    | BW             |
| 23029 (1860) | Övern Block 31 (Lage)                   | O   | Reihenhaus |                  | 1935–39   | Frank, Paul A. R./Frank, Hermann | 30923    | BW             |
| 23874 (1860) | Övern Block 32 (Lage)                   | O   | Reihenhaus |                  | 1935–39   | Frank, Paul A. R./Frank, Hermann | 30923    | BW             |
| 23030 (1860) | Övern Block 33 (Lage)                   | O   | Reihenhaus |                  | 1935–39   | Frank, Paul A. R./Frank, Hermann | 30923    | BW             |
| 23875 (1860) | Övern Block 34 (Lage)                   | O   | Reihenhaus |                  | 1935–39   | Frank, Paul A. R./Frank, Hermann | 30923    |                |
| 23876 (1860) | Övern Block 34a (Lage)                  | O   | Reihenhaus |                  | 1935–39   | Frank, Paul A. R./Frank, Hermann | 30923    |                |
| 23031 (1860) | Övern Block 35 (Lage)                   | O   | Reihenhaus |                  | 1935–39   | Frank, Paul A. R./Frank, Hermann | 30923    |                |
| 23877 (1860) | Övern Block 36 (Lage)                   | O   | Reihenhaus |                  | 1935–39   | Frank, Paul A. R./Frank, Hermann | 30923    |                |
| 23032 (1860) | Övern Block 37 (Lage)                   | O   | Reihenhaus |                  | 1935–39   | Frank, Paul A. R./Frank, Hermann | 30923    | BW             |
| 23878 (1860) | Övern Block 38 (Lage)                   | O   | Reihenhaus |                  | 1935–39   | Frank, Paul A. R./Frank, Hermann | 30923    | BW             |
| 23879 (1860) | Övern Block 40 (Lage)                   | O   | Reihenhaus |                  | 1935–39   | Frank, Paul A. R./Frank, Hermann | 30923    | BW             |
| 23880 (1860) | Övern Block 42 (Lage)                   | O   | Reihenhaus |                  | 1935–39   | Frank, Paul A. R./Frank, Hermann | 30923    | BW             |
| 23881 (1860) | Övern Block 44 (Lage)                   | O   | Reihenhaus |                  | 1935–39   | Frank, Paul A. R./Frank, Hermann | 30923    | BW             |
| 23882 (1860) | Övern Block 46 (Lage)                   | O   | Reihenhaus |                  | 1935–39   | Frank, Paul A. R./Frank, Hermann | 30923    | BW             |
| 23033 (1860) | Övern Block 48 (Lage)                   | O   | Reihenhaus |                  | 1935–39   | Frank, Paul A. R./Frank, Hermann | 30923    | BW             |
| 23034 (1860) | Övern Block 50 (Lage)                   | O   | Reihenhaus |                  | 1935–39   | Frank, Paul A. R./Frank, Hermann | 30923    | BW             |
| 23035 (1860) | Övern Block 52 (Lage)                   | O   | Reihenhaus |                  | 1935–39   | Frank, Paul A. R./Frank, Hermann | 30923    |                |
| 23038 (1860) | Stübeheide 140a (Lage)                  | O   | Reihenhaus |                  | 1935–39   | Frank, Paul A. R./Frank, Hermann | 30923    | BW             |
| 22740 (1860) | Stübeheide 140b (Lage)                  | O   | Reihenhaus |                  | 1935–39   | Frank, Paul A. R./Frank, Hermann | 30923    | BW             |
| 22741 (1860) | Stübeheide 140c (Lage)                  | O   | Reihenhaus |                  | 1935–39   | Frank, Paul A. R./Frank, Hermann | 30923    | BW             |
| 23037 (1860) | Stübeheide 140d (Lage)                  | O   | Reihenhaus |                  | 1935–39   | Frank, Paul A. R./Frank, Hermann | 30923    | BW             |
| 22383 (1860) | Stübeheide 140e (Lage)                  | O   | Reihenhaus |                  | 1935–39   | Frank, Paul A. R./Frank, Hermann | 30923    | BW             |
| 22384 (1860) | Stübeheide 140f (Lage)                  | O   | Reihenhaus |                  | 1935–39   | Frank, Paul A. R./Frank, Hermann | 30923    | BW             |
| 22736 (1860) | Stübeheide 140g (Lage)                  | O   | Reihenhaus |                  | 1935–39   | Frank, Paul A. R./Frank, Hermann | 30923    | BW             |
| 22737 (1860) | Stübeheide 140h (Lage)                  | O   | Reihenhaus |                  | 1935–39   | Frank, Paul A. R./Frank, Hermann | 30923    | BW             |
| 22738 (1860) | Stübeheide 140i (Lage)                  | O   | Reihenhaus |                  | 1935–39   | Frank, Paul A. R./Frank, Hermann | 30923    | BW             |
| 23036 (1860) | Stübeheide 140k (Lage)                  | O   | Reihenhaus |                  | 1935–39   | Frank, Paul A. R./Frank, Hermann | 30923    | BW             |
| 23509 (1860) | Stübeheide 140l (Lage)                  | O   | Reihenhaus |                  | 1935–39   | Frank, Paul A. R./Frank, Hermann | 30923    | BW             |
| 22739 (1860) | Stübeheide 140m (Lage)                  | O   | Reihenhaus |                  | 1935–39   | Frank, Paul A. R./Frank, Hermann | 30923    | BW             |
| 23683 (1860) | Stübeheide 140n (Lage)                  | O   | Reihenhaus |                  | 1935–39   | Frank, Paul A. R./Frank, Hermann | 30923    | BW             |
| 23510 (1860) | Stübeheide 140o (Lage)                  | O   | Reihenhaus |                  | 1935–39   | Frank, Paul A. R./Frank, Hermann | 30923    | BW             |
| 24094 (1860) | Stübeheide 142a (Lage)                  | O   | Reihenhaus |                  | 1935–39   | Frank, Paul A. R./Frank, Hermann | 30923    | BW             |
| 24095 (1860) | Stübeheide 142b (Lage)                  | O   | Reihenhaus |                  | 1935–39   | Frank, Paul A. R./Frank, Hermann | 30923    | BW             |
| 24096 (1860) | Stübeheide 142c (Lage)                  | O   | Reihenhaus |                  | 1935–39   | Frank, Paul A. R./Frank, Hermann | 30923    | BW             |
| 24097 (1860) | Stübeheide 142d (Lage)                  | O   | Reihenhaus |                  | 1935–39   | Frank, Paul A. R./Frank, Hermann | 30923    | BW             |
| 24098 (1860) | Stübeheide 142e (Lage)                  | O   | Reihenhaus |                  | 1935–39   | Frank, Paul A. R./Frank, Hermann | 30923    | BW             |
| 24099 (1860) | Stübeheide 142f (Lage)                  | O   | Reihenhaus |                  | 1935–39   | Frank, Paul A. R./Frank, Hermann | 30923    | BW             |
| 24100 (1860) | Stübeheide 142g (Lage)                  | O   | Reihenhaus |                  | 1935–39   | Frank, Paul A. R./Frank, Hermann | 30923    | BW             |
| 24101 (1860) | Stübeheide 142h (Lage)                  | O   | Reihenhaus |                  | 1935–39   | Frank, Paul A. R./Frank, Hermann | 30923    | BW             |
| 24102 (1860) | Stübeheide 142k (Lage)                  | O   | Reihenhaus |                  | 1935–39   | Frank, Paul A. R./Frank, Hermann | 30923    | BW             |
| 24103 (1860) | Stübeheide 142l (Lage)                  | O   | Reihenhaus |                  | 1935–39   | Frank, Paul A. R./Frank, Hermann | 30923    | BW             |
| 24104 (1860) | Stübeheide 142m (Lage)                  | O   | Reihenhaus |                  | 1935–39   | Frank, Paul A. R./Frank, Hermann | 30923    | BW             |
| 24105 (1860) | Stübeheide 142n (Lage)                  | O   | Reihenhaus |                  | 1935–39   | Frank, Paul A. R./Frank, Hermann | 30923    | BW             |
| 24106 (1860) | Stübeheide 142o (Lage)                  | O   | Reihenhaus |                  | 1935–39   | Frank, Paul A. R./Frank, Hermann | 30923    | BW             |
| 24107 (1860) | Stübeheide 144a (Lage)                  | O   | Reihenhaus |                  | 1935–39   | Frank, Paul A. R./Frank, Hermann | 30923    | BW             |
| 24108 (1860) | Stübeheide 144b (Lage)                  | O   | Reihenhaus |                  | 1935–39   | Frank, Paul A. R./Frank, Hermann | 30923    | BW             |
| 24109 (1860) | Stübeheide 144c (Lage)                  | O   | Reihenhaus |                  | 1935–39   | Frank, Paul A. R./Frank, Hermann | 30923    | BW             |
| 24114 (1860) | Stübeheide 144d (Lage)                  | O   | Reihenhaus |                  | 1935–39   | Frank, Paul A. R./Frank, Hermann | 30923    | BW             |
| 24110 (1860) | Stübeheide 144e (Lage)                  | O   | Reihenhaus |                  | 1935–39   | Frank, Paul A. R./Frank, Hermann | 30923    | BW             |
| 24111 (1860) | Stübeheide 144f (Lage)                  | O   | Reihenhaus |                  | 1935–39   | Frank, Paul A. R./Frank, Hermann | 30923    | BW             |
| 24112 (1860) | Stübeheide 144g (Lage)                  | O   | Reihenhaus |                  | 1935–39   | Frank, Paul A. R./Frank, Hermann | 30923    | BW             |
| 24113 (1860) | Stübeheide 144h (Lage)                  | O   | Reihenhaus |                  | 1935–39   | Frank, Paul A. R./Frank, Hermann | 30923    | BW             |
| 24115 (1860) | Stübeheide 144k (Lage)                  | O   | Reihenhaus |                  | 1935–39   | Frank, Paul A. R./Frank, Hermann | 30923    | BW             |
| 24116 (1860) | Stübeheide 144l (Lage)                  | O   | Reihenhaus |                  | 1935–39   | Frank, Paul A. R./Frank, Hermann | 30923    | BW             |
| 24117 (1860) | Stübeheide 144m (Lage)                  | O   | Reihenhaus |                  | 1935–39   | Frank, Paul A. R./Frank, Hermann | 30923    | BW             |
| 24118 (1860) | Stübeheide 144n (Lage)                  | O   | Reihenhaus |                  | 1935–39   | Frank, Paul A. R./Frank, Hermann | 30923    | BW             |
| 24119 (1860) | Stübeheide 144o (Lage)                  | O   | Reihenhaus |                  | 1935–39   | Frank, Paul A. R./Frank, Hermann | 30923    | BW             |
| 23677 (1860) | Stübekamp 1 (Lage)                      | O   | Reihenhaus |                  | 1935–39   | Frank, Paul A. R./Frank, Hermann | 30923    | BW             |
| 23681 (1860) | Stübekamp 2 (Lage)                      | O   | Reihenhaus |                  | 1935–39   | Frank, Paul A. R./Frank, Hermann | 30923    | BW             |
| 23511 (1860) | Stübekamp 3 (Lage)                      | O   | Reihenhaus |                  | 1935–39   | Frank, Paul A. R./Frank, Hermann | 30923    | BW             |
| 23913 (1860) | Stübekamp 4 (Lage)                      | O   | Reihenhaus |                  | 1935–39   | Frank, Paul A. R./Frank, Hermann | 30923    | BW             |
| 23512 (1860) | Stübekamp 5 (Lage)                      | O   | Reihenhaus |                  | 1935–39   | Frank, Paul A. R./Frank, Hermann | 30923    | BW             |
| 23914 (1860) | Stübekamp 6 (Lage)                      | O   | Reihenhaus |                  | 1935–39   | Frank, Paul A. R./Frank, Hermann | 30923    | BW             |
| 23513 (1860) | Stübekamp 7 (Lage)                      | O   | Reihenhaus |                  | 1935–39   | Frank, Paul A. R./Frank, Hermann | 30923    | BW             |
| 23915 (1860) | Stübekamp 8 (Lage)                      | O   | Reihenhaus |                  | 1935–39   | Frank, Paul A. R./Frank, Hermann | 30923    | BW             |
| 23514 (1860) | Stübekamp 9 (Lage)                      | O   | Reihenhaus |                  | 1935–39   | Frank, Paul A. R./Frank, Hermann | 30923    | BW             |
| 23916 (1860) | Stübekamp 10 (Lage)                     | O   | Reihenhaus |                  | 1935–39   | Frank, Paul A. R./Frank, Hermann | 30923    | BW             |
| 23515 (1860) | Stübekamp 11 (Lage)                     | O   | Reihenhaus |                  | 1935–39   | Frank, Paul A. R./Frank, Hermann | 30923    | BW             |
| 23917 (1860) | Stübekamp 12 (Lage)                     | O   | Reihenhaus |                  | 1935–39   | Frank, Paul A. R./Frank, Hermann | 30923    | BW             |
| 23516 (1860) | Stübekamp 13 (Lage)                     | O   | Reihenhaus |                  | 1935–39   | Frank, Paul A. R./Frank, Hermann | 30923    | BW             |
| 23918 (1860) | Stübekamp 14 (Lage)                     | O   | Reihenhaus |                  | 1935–39   | Frank, Paul A. R./Frank, Hermann | 30923    | BW             |
| 23517 (1860) | Stübekamp 15 (Lage)                     | O   | Reihenhaus |                  | 1935–39   | Frank, Paul A. R./Frank, Hermann | 30923    | BW             |
| 23919 (1860) | Stübekamp 16 (Lage)                     | O   | Reihenhaus |                  | 1935–39   | Frank, Paul A. R./Frank, Hermann | 30923    | BW             |
| 23518 (1860) | Stübekamp 17 (Lage)                     | O   | Reihenhaus |                  | 1935–39   | Frank, Paul A. R./Frank, Hermann | 30923    | BW             |
| 23920 (1860) | Stübekamp 18 (Lage)                     | O   | Reihenhaus |                  | 1935–39   | Frank, Paul A. R./Frank, Hermann | 30923    | BW             |
| 23519 (1860) | Stübekamp 19 (Lage)                     | O   | Reihenhaus |                  | 1935–39   | Frank, Paul A. R./Frank, Hermann | 30923    | BW             |
| 23921 (1860) | Stübekamp 20 (Lage)                     | O   | Reihenhaus |                  | 1935–39   | Frank, Paul A. R./Frank, Hermann | 30923    | BW             |
| 23520 (1860) | Stübekamp 21 (Lage)                     | O   | Reihenhaus |                  | 1935–39   | Frank, Paul A. R./Frank, Hermann | 30923    | BW             |
| 23922 (1860) | Stübekamp 22 (Lage)                     | O   | Reihenhaus |                  | 1935–39   | Frank, Paul A. R./Frank, Hermann | 30923    | BW             |
| 22742 (1860) | Stübekamp 23 (Lage)                     | O   | Reihenhaus |                  | 1935–39   | Frank, Paul A. R./Frank, Hermann | 30923    | BW             |
| 23923 (1860) | Stübekamp 24 (Lage)                     | O   | Reihenhaus |                  | 1935–39   | Frank, Paul A. R./Frank, Hermann | 30923    | BW             |
| 22743 (1860) | Stübekamp 25 (Lage)                     | O   | Reihenhaus |                  | 1935–39   | Frank, Paul A. R./Frank, Hermann | 30923    | BW             |
| 23924 (1860) | Stübekamp 26 (Lage)                     | O   | Reihenhaus |                  | 1935–39   | Frank, Paul A. R./Frank, Hermann | 30923    | BW             |
| 22744 (1860) | Stübekamp 27 (Lage)                     | O   | Reihenhaus |                  | 1935–39   | Frank, Paul A. R./Frank, Hermann | 30923    | BW             |
| 23925 (1860) | Stübekamp 28 (Lage)                     | O   | Reihenhaus |                  | 1935–39   | Frank, Paul A. R./Frank, Hermann | 30923    | BW             |
| 22745 (1860) | Stübekamp 29 (Lage)                     | O   | Reihenhaus |                  | 1935–39   | Frank, Paul A. R./Frank, Hermann | 30923    | BW             |
| 23926 (1860) | Stübekamp 30 (Lage)                     | O   | Reihenhaus |                  | 1935–39   | Frank, Paul A. R./Frank, Hermann | 30923    | BW             |
| 23039 (1860) | Stübekamp 31 (Lage)                     | O   | Reihenhaus |                  | 1935–39   | Frank, Paul A. R./Frank, Hermann | 30923    | BW             |
| 23927 (1860) | Stübekamp 32 (Lage)                     | O   | Reihenhaus |                  | 1935–39   | Frank, Paul A. R./Frank, Hermann | 30923    | BW             |
| 23040 (1860) | Stübekamp 33 (Lage)                     | O   | Reihenhaus |                  | 1935–39   | Frank, Paul A. R./Frank, Hermann | 30923    | BW             |
| 23928 (1860) | Stübekamp 34 (Lage)                     | O   | Reihenhaus |                  | 1935–39   | Frank, Paul A. R./Frank, Hermann | 30923    | BW             |
| 23041 (1860) | Stübekamp 35 (Lage)                     | O   | Reihenhaus |                  | 1935–39   | Frank, Paul A. R./Frank, Hermann | 30923    | BW             |
| 23929 (1860) | Stübekamp 36 (Lage)                     | O   | Reihenhaus |                  | 1935–39   | Frank, Paul A. R./Frank, Hermann | 30923    | BW             |
| 23042 (1860) | Stübekamp 37 (Lage)                     | O   | Reihenhaus |                  | 1935–39   | Frank, Paul A. R./Frank, Hermann | 30923    | BW             |
| 23930 (1860) | Stübekamp 38 (Lage)                     | O   | Reihenhaus |                  | 1935–39   | Frank, Paul A. R./Frank, Hermann | 30923    | BW             |
| 23043 (1860) | Stübekamp 39 (Lage)                     | O   | Reihenhaus |                  | 1935–39   | Frank, Paul A. R./Frank, Hermann | 30923    | BW             |
| 23931 (1860) | Stübekamp 40 (Lage)                     | O   | Reihenhaus |                  | 1935–39   | Frank, Paul A. R./Frank, Hermann | 30923    | BW             |
| 23044 (1860) | Stübekamp 41 (Lage)                     | O   | Reihenhaus |                  | 1935–39   | Frank, Paul A. R./Frank, Hermann | 30923    | BW             |
| 23932 (1860) | Stübekamp 42 (Lage)                     | O   | Reihenhaus |                  | 1935–39   | Frank, Paul A. R./Frank, Hermann | 30923    | BW             |
| 23278 (1860) | Stübekamp 43 (Lage)                     | O   | Reihenhaus |                  | 1935–39   | Frank, Paul A. R./Frank, Hermann | 30923    | BW             |
| 23521 (1860) | Stübekamp 44 (Lage)                     | O   | Reihenhaus |                  | 1935–39   | Frank, Paul A. R./Frank, Hermann | 30923    | BW             |
| 23279 (1860) | Stübekamp 45 (Lage)                     | O   | Reihenhaus |                  | 1935–39   | Frank, Paul A. R./Frank, Hermann | 30923    | BW             |
| 23522 (1860) | Stübekamp 46 (Lage)                     | O   | Reihenhaus |                  | 1935–39   | Frank, Paul A. R./Frank, Hermann | 30923    | BW             |
| 23280 (1860) | Stübekamp 47 (Lage)                     | O   | Reihenhaus |                  | 1935–39   | Frank, Paul A. R./Frank, Hermann | 30923    | BW             |
| 23523 (1860) | Stübekamp 48 (Lage)                     | O   | Reihenhaus |                  | 1935–39   | Frank, Paul A. R./Frank, Hermann | 30923    | BW             |
| 23449 (1860) | Stübekamp 49 (Lage)                     | O   | Reihenhaus |                  | 1935–39   | Frank, Paul A. R./Frank, Hermann | 30923    | BW             |
| 23524 (1860) | Stübekamp 50 (Lage)                     | O   | Reihenhaus |                  | 1935–39   | Frank, Paul A. R./Frank, Hermann | 30923    | BW             |
| 23450 (1860) | Stübekamp 51 (Lage)                     | O   | Reihenhaus |                  | 1935–39   | Frank, Paul A. R./Frank, Hermann | 30923    | BW             |
| 23525 (1860) | Stübekamp 52 (Lage)                     | O   | Reihenhaus |                  | 1935–39   | Frank, Paul A. R./Frank, Hermann | 30923    | BW             |
| 23451 (1860) | Stübekamp 53 (Lage)                     | O   | Reihenhaus |                  | 1935–39   | Frank, Paul A. R./Frank, Hermann | 30923    | BW             |
| 23526 (1860) | Stübekamp 54 (Lage)                     | O   | Reihenhaus |                  | 1935–39   | Frank, Paul A. R./Frank, Hermann | 30923    | BW             |
| 23452 (1860) | Stübekamp 55 (Lage)                     | O   | Reihenhaus |                  | 1935–39   | Frank, Paul A. R./Frank, Hermann | 30923    | BW             |
| 23527 (1860) | Stübekamp 56 (Lage)                     | O   | Reihenhaus |                  | 1935–39   | Frank, Paul A. R./Frank, Hermann | 30923    | BW             |
| 23453 (1860) | Stübekamp 57 (Lage)                     | O   | Reihenhaus |                  | 1935–39   | Frank, Paul A. R./Frank, Hermann | 30923    | BW             |
| 23528 (1860) | Stübekamp 58 (Lage)                     | O   | Reihenhaus |                  | 1935–39   | Frank, Paul A. R./Frank, Hermann | 30923    | BW             |
| 23454 (1860) | Stübekamp 59 (Lage)                     | O   | Reihenhaus |                  | 1935–39   | Frank, Paul A. R./Frank, Hermann | 30923    | BW             |
| 23529 (1860) | Stübekamp 60 (Lage)                     | O   | Reihenhaus |                  | 1935–39   | Frank, Paul A. R./Frank, Hermann | 30923    | BW             |
| 23455 (1860) | Stübekamp 61 (Lage)                     | O   | Reihenhaus |                  | 1935–39   | Frank, Paul A. R./Frank, Hermann | 30923    | BW             |
| 23530 (1860) | Stübekamp 62 (Lage)                     | O   | Reihenhaus |                  | 1935–39   | Frank, Paul A. R./Frank, Hermann | 30923    | BW             |
| 23456 (1860) | Stübekamp 63 (Lage)                     | O   | Reihenhaus |                  | 1935–39   | Frank, Paul A. R./Frank, Hermann | 30923    | BW             |
| 23531 (1860) | Stübekamp 64 (Lage)                     | O   | Reihenhaus |                  | 1935–39   | Frank, Paul A. R./Frank, Hermann | 30923    | BW             |
| 23457 (1860) | Stübekamp 65 (Lage)                     | O   | Reihenhaus |                  | 1935–39   | Frank, Paul A. R./Frank, Hermann | 30923    | BW             |
| 23532 (1860) | Stübekamp 66 (Lage)                     | O   | Reihenhaus |                  | 1935–39   | Frank, Paul A. R./Frank, Hermann | 30923    | BW             |
| 23883 (1860) | Stübekamp 67 (Lage)                     | O   | Reihenhaus |                  | 1935–39   | Frank, Paul A. R./Frank, Hermann | 30923    | BW             |
| 23933 (1860) | Stübekamp 68 (Lage)                     | O   | Reihenhaus |                  | 1935–39   | Frank, Paul A. R./Frank, Hermann | 30923    | BW             |
| 23884 (1860) | Stübekamp 69 (Lage)                     | O   | Reihenhaus |                  | 1935–39   | Frank, Paul A. R./Frank, Hermann | 30923    | BW             |
| 23934 (1860) | Stübekamp 70 (Lage)                     | O   | Reihenhaus |                  | 1935–39   | Frank, Paul A. R./Frank, Hermann | 30923    | BW             |
| 23885 (1860) | Stübekamp 71 (Lage)                     | O   | Reihenhaus |                  | 1935–39   | Frank, Paul A. R./Frank, Hermann | 30923    | BW             |
| 23935 (1860) | Stübekamp 72 (Lage)                     | O   | Reihenhaus |                  | 1935–39   | Frank, Paul A. R./Frank, Hermann | 30923    | BW             |
| 23886 (1860) | Stübekamp 73 (Lage)                     | O   | Reihenhaus |                  | 1935–39   | Frank, Paul A. R./Frank, Hermann | 30923    | BW             |
| 23936 (1860) | Stübekamp 74 (Lage)                     | O   | Reihenhaus |                  | 1935–39   | Frank, Paul A. R./Frank, Hermann | 30923    | BW             |
| 23887 (1860) | Stübekamp 75 (Lage)                     | O   | Reihenhaus |                  | 1935–39   | Frank, Paul A. R./Frank, Hermann | 30923    | weitere Bilder |
| 22746 (1860) | Stübekamp 76 (Lage)                     | O   | Reihenhaus |                  | 1935–39   | Frank, Paul A. R./Frank, Hermann | 30923    | BW             |
| 23888 (1860) | Stübekamp 77 (Lage)                     | O   | Reihenhaus |                  | 1935–39   | Frank, Paul A. R./Frank, Hermann | 30923    | BW             |
| 22747 (1860) | Stübekamp 78 (Lage)                     | O   | Reihenhaus |                  | 1935–39   | Frank, Paul A. R./Frank, Hermann | 30923    | BW             |
| 23889 (1860) | Stübekamp 79 (Lage)                     | O   | Reihenhaus |                  | 1935–39   | Frank, Paul A. R./Frank, Hermann | 30923    | BW             |
| 22748 (1860) | Stübekamp 80 (Lage)                     | O   | Reihenhaus |                  | 1935–39   | Frank, Paul A. R./Frank, Hermann | 30923    | BW             |
| 23890 (1860) | Stübekamp 81 (Lage)                     | O   | Reihenhaus |                  | 1935–39   | Frank, Paul A. R./Frank, Hermann | 30923    | BW             |
| 22749 (1860) | Stübekamp 82 (Lage)                     | O   | Reihenhaus |                  | 1935–39   | Frank, Paul A. R./Frank, Hermann | 30923    | BW             |
| 23891 (1860) | Stübekamp 83 (Lage)                     | O   | Reihenhaus |                  | 1935–39   | Frank, Paul A. R./Frank, Hermann | 30923    | BW             |
| 22750 (1860) | Stübekamp 84 (Lage)                     | O   | Reihenhaus |                  | 1935–1939 | Frank, Paul A. R./Frank, Hermann | 30923    | BW             |
| 23892 (1860) | Stübekamp 85 (Lage)                     | O   | Reihenhaus |                  | 1935–39   | Frank, Paul A. R./Frank, Hermann | 30923    | BW             |
| 22751 (1860) | Stübekamp 86 (Lage)                     | O   | Reihenhaus |                  | 1935–39   | Frank, Paul A. R./Frank, Hermann | 30923    | BW             |
| 23893 (1860) | Stübekamp 87 (Lage)                     | O   | Reihenhaus |                  | 1935–39   | Frank, Paul A. R./Frank, Hermann | 30923    | BW             |
| 22752 (1860) | Stübekamp 88 (Lage)                     | O   | Reihenhaus |                  | 1935–39   | Frank, Paul A. R./Frank, Hermann | 30923    | BW             |
| 23894 (1860) | Stübekamp 89 (Lage)                     | O   | Reihenhaus |                  | 1935–39   | Frank, Paul A. R./Frank, Hermann | 30923    | BW             |
| 22753 (1860) | Stübekamp 90 (Lage)                     | O   | Reihenhaus |                  | 1935–39   | Frank, Paul A. R./Frank, Hermann | 30923    | BW             |
| 23895 (1860) | Stübekamp 91 (Lage)                     | O   | Reihenhaus |                  | 1935–39   | Frank, Paul A. R./Frank, Hermann | 30923    | BW             |
| 22754 (1860) | Stübekamp 92 (Lage)                     | O   | Reihenhaus |                  | 1935–39   | Frank, Paul A. R./Frank, Hermann | 30923    | BW             |
| 23896 (1860) | Stübekamp 93 (Lage)                     | O   | Reihenhaus |                  | 1935–39   | Frank, Paul A. R./Frank, Hermann | 30923    | BW             |
| 22755 (1860) | Stübekamp 94 (Lage)                     | O   | Reihenhaus |                  | 1935–39   | Frank, Paul A. R./Frank, Hermann | 30923    | BW             |
| 23897 (1860) | Stübekamp 95 (Lage)                     | O   | Reihenhaus |                  | 1935–39   | Frank, Paul A. R./Frank, Hermann | 30923    | BW             |
| 22756 (1860) | Stübekamp 96 (Lage)                     | O   | Reihenhaus |                  | 1935–39   | Frank, Paul A. R./Frank, Hermann | 30923    | BW             |
| 23898 (1860) | Stübekamp 97 (Lage)                     | O   | Reihenhaus |                  | 1935–39   | Frank, Paul A. R./Frank, Hermann | 30923    | BW             |
| 22504 (1860) | Stübekamp 98 (Lage)                     | O   | Reihenhaus |                  | 1935–39   | Frank, Paul A. R./Frank, Hermann | 30923    | BW             |
| 23899 (1860) | Stübekamp 99 (Lage)                     | O   | Reihenhaus |                  | 1935–39   | Frank, Paul A. R./Frank, Hermann | 30923    | BW             |
| 23937 (1860) | Stübekamp 100 (Lage)                    | O   | Reihenhaus |                  | 1935–39   | Frank, Paul A. R./Frank, Hermann | 30923    | BW             |
| 23900 (1860) | Stübekamp 101 (Lage)                    | O   | Reihenhaus |                  | 1935–39   | Frank, Paul A. R./Frank, Hermann | 30923    | BW             |
| 23281 (1860) | Stübekamp 102 (Lage)                    | O   | Reihenhaus |                  | 1935–39   | Frank, Paul A. R./Frank, Hermann | 30923    | BW             |
| 23901 (1860) | Stübekamp 103 (Lage)                    | O   | Reihenhaus |                  | 1935–39   | Frank, Paul A. R./Frank, Hermann | 30923    | BW             |
| 23282 (1860) | Stübekamp 104 (Lage)                    | O   | Reihenhaus |                  | 1935–39   | Frank, Paul A. R./Frank, Hermann | 30923    | BW             |
| 23902 (1860) | Stübekamp 105 (Lage)                    | O   | Reihenhaus |                  | 1935–39   | Frank, Paul A. R./Frank, Hermann | 30923    | BW             |
| 23283 (1860) | Stübekamp 106 (Lage)                    | O   | Reihenhaus |                  | 1935–39   | Frank, Paul A. R./Frank, Hermann | 30923    | BW             |
| 23903 (1860) | Stübekamp 107 (Lage)                    | O   | Reihenhaus |                  | 1935–39   | Frank, Paul A. R./Frank, Hermann | 30923    | BW             |
| 23284 (1860) | Stübekamp 108 (Lage)                    | O   | Reihenhaus |                  | 1935–39   | Frank, Paul A. R./Frank, Hermann | 30923    | BW             |
| 23904 (1860) | Stübekamp 109 (Lage)                    | O   | Reihenhaus |                  | 1935–39   | Frank, Paul A. R./Frank, Hermann | 30923    | BW             |
| 23285 (1860) | Stübekamp 110 (Lage)                    | O   | Reihenhaus |                  | 1935–39   | Frank, Paul A. R./Frank, Hermann | 30923    | BW             |
| 23905 (1860) | Stübekamp 111 (Lage)                    | O   | Reihenhaus |                  | 1935–39   | Frank, Paul A. R./Frank, Hermann | 30923    | BW             |
| 22399 (1860) | Stübekamp 112 (Lage)                    | O   | Reihenhaus |                  | 1935–39   | Frank, Paul A. R./Frank, Hermann | 30923    | BW             |
| 23906 (1860) | Stübekamp 113 (Lage)                    | O   | Reihenhaus |                  | 1935–39   | Frank, Paul A. R./Frank, Hermann | 30923    | BW             |
| 22400 (1860) | Stübekamp 114 (Lage)                    | O   | Reihenhaus |                  | 1935–39   | Frank, Paul A. R./Frank, Hermann | 30923    | BW             |
| 23907 (1860) | Stübekamp 115 (Lage)                    | O   | Reihenhaus |                  | 1935–39   | Frank, Paul A. R./Frank, Hermann | 30923    | BW             |
| 22401 (1860) | Stübekamp 116 (Lage)                    | O   | Reihenhaus |                  | 1935–39   | Frank, Paul A. R./Frank, Hermann | 30923    | BW             |
| 23908 (1860) | Stübekamp 117 (Lage)                    | O   | Reihenhaus |                  | 1935–39   | Frank, Paul A. R./Frank, Hermann | 30923    | BW             |
| 22402 (1860) | Stübekamp 118 (Lage)                    | O   | Reihenhaus |                  | 1935–39   | Frank, Paul A. R./Frank, Hermann | 30923    | BW             |
| 23909 (1860) | Stübekamp 119 (Lage)                    | O   | Reihenhaus |                  | 1935–39   | Frank, Paul A. R./Frank, Hermann | 30923    | BW             |
| 23619 (1860) | Stübekamp 120 (Lage)                    | O   | Reihenhaus |                  | 1935–39   | Frank, Paul A. R./Frank, Hermann | 30923    | BW             |
| 23910 (1860) | Stübekamp 121 (Lage)                    | O   | Reihenhaus |                  | 1935–39   | Frank, Paul A. R./Frank, Hermann | 30923    | BW             |
| 23620 (1860) | Stübekamp 122 (Lage)                    | O   | Reihenhaus |                  | 1935–39   | Frank, Paul A. R./Frank, Hermann | 30923    | BW             |
| 23911 (1860) | Stübekamp 123 (Lage)                    | O   | Reihenhaus |                  | 1935–39   | Frank, Paul A. R./Frank, Hermann | 30923    | BW             |
| 23621 (1860) | Stübekamp 124 (Lage)                    | O   | Reihenhaus |                  | 1935–39   | Frank, Paul A. R./Frank, Hermann | 30923    | BW             |
| 23912 (1860) | Stübekamp 125 (Lage)                    | O   | Reihenhaus |                  | 1935–39   | Frank, Paul A. R./Frank, Hermann | 30923    | BW             |
| 23674 (1860) | Stüberedder 6 (Lage)                    | O   | Reihenhaus |                  | 1935–39   | Frank, Paul A. R./Frank, Hermann | 30923    | BW             |
| 23622 (1860) | Stüberedder 8 (Lage)                    | O   | Reihenhaus |                  | 1935–39   | Frank, Paul A. R./Frank, Hermann | 30923    | BW             |
| 23623 (1860) | Stüberedder 10 (Lage)                   | O   | Reihenhaus |                  | 1935–39   | Frank, Paul A. R./Frank, Hermann | 30923    | BW             |
| 23624 (1860) | Stüberedder 12 (Lage)                   | O   | Reihenhaus |                  | 1935–39   | Frank, Paul A. R./Frank, Hermann | 30923    | BW             |
| 23625 (1860) | Stüberedder 14 (Lage)                   | O   | Reihenhaus |                  | 1935–39   | Frank, Paul A. R./Frank, Hermann | 30923    | BW             |
| 23626 (1860) | Stüberedder 16 (Lage)                   | O   | Reihenhaus |                  | 1935–39   | Frank, Paul A. R./Frank, Hermann | 30923    | BW             |
| 23627 (1860) | Stüberedder 18 (Lage)                   | O   | Reihenhaus |                  | 1935–39   | Frank, Paul A. R./Frank, Hermann | 30923    | BW             |
| 23628 (1860) | Stüberedder 20 (Lage)                   | O   | Reihenhaus |                  | 1935–39   | Frank, Paul A. R./Frank, Hermann | 30923    | BW             |
| 23687 (1860) | Wellingsbütteler Landstraße 198a (Lage) | O   | Reihenhaus |                  | 1935–39   | Frank, Paul A. R./Frank, Hermann | 30923    | BW             |
| 23629 (1860) | Wellingsbütteler Landstraße 198b (Lage) | O   | Reihenhaus |                  | 1935–39   | Frank, Paul A. R./Frank, Hermann | 30923    | BW             |
| 23630 (1860) | Wellingsbütteler Landstraße 198c (Lage) | O   | Reihenhaus |                  | 1935–39   | Frank, Paul A. R./Frank, Hermann | 30923    | BW             |
| 22403 (1860) | Wellingsbütteler Landstraße 198d (Lage) | O   | Reihenhaus |                  | 1935–39   | Frank, Paul A. R./Frank, Hermann | 30923    | BW             |
| 22404 (1860) | Wellingsbütteler Landstraße 198e (Lage) | O   | Reihenhaus |                  | 1935–39   | Frank, Paul A. R./Frank, Hermann | 30923    | BW             |
| 22405 (1860) | Wellingsbütteler Landstraße 198f (Lage) | O   | Reihenhaus |                  | 1935–39   | Frank, Paul A. R./Frank, Hermann | 30923    | BW             |
| 22406 (1860) | Wellingsbütteler Landstraße 198g (Lage) | O   | Reihenhaus |                  | 1935–39   | Frank, Paul A. R./Frank, Hermann | 30923    | BW             |
| 22407 (1860) | Wellingsbütteler Landstraße 198h (Lage) | O   | Reihenhaus |                  | 1935–39   | Frank, Paul A. R./Frank, Hermann | 30923    | BW             |
| 22408 (1860) | Wellingsbütteler Landstraße 198i (Lage) | O   | Reihenhaus |                  | 1935–39   | Frank, Paul A. R./Frank, Hermann | 30923    | BW             |
| 22409 (1860) | Wellingsbütteler Landstraße 198k (Lage) | O   | Reihenhaus |                  | 1935–39   | Frank, Paul A. R./Frank, Hermann | 30923    | BW             |
| 23458 (1860) | Wellingsbütteler Landstraße 198l (Lage) | O   | Reihenhaus |                  | 1935–39   | Frank, Paul A. R./Frank, Hermann | 30923    | BW             |
| 23459 (1860) | Wellingsbütteler Landstraße 200a (Lage) | O   | Reihenhaus |                  | 1935–39   | Frank, Paul A. R./Frank, Hermann | 30923    | BW             |
| 23460 (1860) | Wellingsbütteler Landstraße 200b (Lage) | O   | Reihenhaus |                  | 1935–39   | Frank, Paul A. R./Frank, Hermann | 30923    | BW             |
| 23461 (1860) | Wellingsbütteler Landstraße 200c (Lage) | O   | Reihenhaus |                  | 1935–39   | Frank, Paul A. R./Frank, Hermann | 30923    | BW             |
| 23462 (1860) | Wellingsbütteler Landstraße 200d (Lage) | O   | Reihenhaus |                  | 1935–39   | Frank, Paul A. R./Frank, Hermann | 30923    | BW             |
| 23463 (1860) | Wellingsbütteler Landstraße 200e (Lage) | O   | Reihenhaus |                  | 1935–39   | Frank, Paul A. R./Frank, Hermann | 30923    | BW             |
| 23464 (1860) | Wellingsbütteler Landstraße 200f (Lage) | O   | Reihenhaus |                  | 1935–39   | Frank, Paul A. R./Frank, Hermann | 30923    | BW             |
| 23465 (1860) | Wellingsbütteler Landstraße 200g (Lage) | O   | Reihenhaus |                  | 1935–39   | Frank, Paul A. R./Frank, Hermann | 30923    | BW             |
| 23466 (1860) | Wellingsbütteler Landstraße 200h (Lage) | O   | Reihenhaus |                  | 1935–39   | Frank, Paul A. R./Frank, Hermann | 30923    | BW             |
| 23467 (1860) | Wellingsbütteler Landstraße 200i (Lage) | O   | Reihenhaus |                  | 1935–39   | Frank, Paul A. R./Frank, Hermann | 30923    | BW             |
| 23468 (1860) | Wellingsbütteler Landstraße 200k (Lage) | O   | Reihenhaus |                  | 1935–39   | Frank, Paul A. R./Frank, Hermann | 30923    | BW             |
| 23045 (1860) | Wellingsbütteler Landstraße 200l (Lage) | O   | Reihenhaus |                  | 1935–39   | Frank, Paul A. R./Frank, Hermann | 30923    | BW             |
| 23046 (1860) | Wellingsbütteler Landstraße 200m (Lage) | O   | Reihenhaus |                  | 1935–39   | Frank, Paul A. R./Frank, Hermann | 30923    | BW             |
| 23047 (1860) | Wellingsbütteler Landstraße 200n (Lage) | O   | Reihenhaus |                  | 1935–39   | Frank, Paul A. R./Frank, Hermann | 30923    | BW             |
| 23048 (1860) | Wellingsbütteler Landstraße 200o (Lage) | O   | Reihenhaus |                  | 1935–39   | Frank, Paul A. R./Frank, Hermann | 30923    | BW             |
| 23049 (1860) | Wellingsbütteler Landstraße 200p (Lage) | O   | Reihenhaus |                  | 1935–39   | Frank, Paul A. R./Frank, Hermann | 30923    | BW             |
| 23050 (1860) | Wellingsbütteler Landstraße 200q (Lage) | O   | Reihenhaus |                  | 1935–39   | Frank, Paul A. R./Frank, Hermann | 30923    | BW             |
| 23051 (1860) | Wellingsbütteler Landstraße 200r (Lage) | O   | Reihenhaus |                  | 1935–39   | Frank, Paul A. R./Frank, Hermann | 30923    | BW             |
| 23052 (1860) | Wellingsbütteler Landstraße 202a (Lage) | O   | Reihenhaus |                  | 1935–39   | Frank, Paul A. R./Frank, Hermann | 30923    | BW             |
| 23053 (1860) | Wellingsbütteler Landstraße 202b (Lage) | O   | Reihenhaus |                  | 1935–39   | Frank, Paul A. R./Frank, Hermann | 30923    | BW             |
| 23054 (1860) | Wellingsbütteler Landstraße 202c (Lage) | O   | Reihenhaus |                  | 1935–39   | Frank, Paul A. R./Frank, Hermann | 30923    | BW             |
| 23055 (1860) | Wellingsbütteler Landstraße 202d (Lage) | O   | Reihenhaus |                  | 1935–39   | Frank, Paul A. R./Frank, Hermann | 30923    | BW             |
| 23286 (1860) | Wellingsbütteler Landstraße 202e (Lage) | O   | Reihenhaus |                  | 1935–39   | Frank, Paul A. R./Frank, Hermann | 30923    | BW             |
| 23287 (1860) | Wellingsbütteler Landstraße 202f (Lage) | O   | Reihenhaus |                  | 1935–39   | Frank, Paul A. R./Frank, Hermann | 30923    | BW             |
| 23288 (1860) | Wellingsbütteler Landstraße 202g (Lage) | O   | Reihenhaus |                  | 1935–39   | Frank, Paul A. R./Frank, Hermann | 30923    | BW             |
| 23289 (1860) | Wellingsbütteler Landstraße 202h (Lage) | O   | Reihenhaus |                  | 1935–39   | Frank, Paul A. R./Frank, Hermann | 30923    | BW             |
| 23675 (1860) | Wellingsbütteler Landstraße 228a (Lage) | O   | Reihenhaus |                  | 1935–39   | Frank, Paul A. R./Frank, Hermann | 30923    | BW             |
| 23290 (1860) | Wellingsbütteler Landstraße 228b (Lage) | O   | Reihenhaus |                  | 1935–39   | Frank, Paul A. R./Frank, Hermann | 30923    | BW             |
| 23291 (1860) | Wellingsbütteler Landstraße 228c (Lage) | O   | Reihenhaus |                  | 1935–39   | Frank, Paul A. R./Frank, Hermann | 30923    | BW             |
| 23938 (1860) | Wellingsbütteler Landstraße 228d (Lage) | O   | Reihenhaus |                  | 1935–39   | Frank, Paul A. R./Frank, Hermann | 30923    | BW             |
| 23939 (1860) | Wellingsbütteler Landstraße 228e (Lage) | O   | Reihenhaus |                  | 1935–39   | Frank, Paul A. R./Frank, Hermann | 30923    | BW             |
| 23940 (1860) | Wellingsbütteler Landstraße 228f (Lage) | O   | Reihenhaus |                  | 1935–39   | Frank, Paul A. R./Frank, Hermann | 30923    | BW             |
| 23941 (1860) | Wellingsbütteler Landstraße 228g (Lage) | O   | Reihenhaus |                  | 1935–39   | Frank, Paul A. R./Frank, Hermann | 30923    | BW             |
| 23942 (1860) | Wellingsbütteler Landstraße 228h (Lage) | O   | Reihenhaus |                  | 1935–39   | Frank, Paul A. R./Frank, Hermann | 30923    | BW             |
| 23943 (1860) | Wellingsbütteler Landstraße 230a (Lage) | O   | Reihenhaus |                  | 1935–39   | Frank, Paul A. R./Frank, Hermann | 30923    | BW             |
| 23944 (1860) | Wellingsbütteler Landstraße 230b (Lage) | O   | Reihenhaus |                  | 1935–39   | Frank, Paul A. R./Frank, Hermann | 30923    | BW             |
| 23945 (1860) | Wellingsbütteler Landstraße 230c (Lage) | O   | Reihenhaus |                  | 1935–39   | Frank, Paul A. R./Frank, Hermann | 30923    | BW             |
| 23946 (1860) | Wellingsbütteler Landstraße 230d (Lage) | O   | Reihenhaus |                  | 1935–39   | Frank, Paul A. R./Frank, Hermann | 30923    | BW             |
| 23947 (1860) | Wellingsbütteler Landstraße 230e (Lage) | O   | Reihenhaus |                  | 1935–39   | Frank, Paul A. R./Frank, Hermann | 30923    | BW             |
| 23948 (1860) | Wellingsbütteler Landstraße 230f (Lage) | O   | Reihenhaus |                  | 1935–39   | Frank, Paul A. R./Frank, Hermann | 30923    | BW             |
| 23949 (1860) | Wellingsbütteler Landstraße 230g (Lage) | O   | Reihenhaus |                  | 1935–39   | Frank, Paul A. R./Frank, Hermann | 30923    | BW             |
| 23950 (1860) | Wellingsbütteler Landstraße 230h (Lage) | O   | Reihenhaus |                  | 1935–39   | Frank, Paul A. R./Frank, Hermann | 30923    | BW             |
| 23951 (1860) | Wellingsbütteler Landstraße 230i (Lage) | O   | Reihenhaus |                  | 1935–39   | Frank, Paul A. R./Frank, Hermann | 30923    | BW             |
| 23952 (1860) | Wellingsbütteler Landstraße 230k (Lage) | O   | Reihenhaus |                  | 1935–39   | Frank, Paul A. R./Frank, Hermann | 30923    | BW             |
| 23953 (1860) | Wellingsbütteler Landstraße 230l (Lage) | O   | Reihenhaus |                  | 1935–39   | Frank, Paul A. R./Frank, Hermann | 30923    | BW             |
| 23954 (1860) | Wellingsbütteler Landstraße 230m (Lage) | O   | Reihenhaus |                  | 1935–39   | Frank, Paul A. R./Frank, Hermann | 30923    | BW             |
| 23955 (1860) | Wellingsbütteler Landstraße 230n (Lage) | O   | Reihenhaus |                  | 1935–39   | Frank, Paul A. R./Frank, Hermann | 30923    | BW             |
| 23956 (1860) | Wellingsbütteler Landstraße 230o (Lage) | O   | Reihenhaus |                  | 1935–39   | Frank, Paul A. R./Frank, Hermann | 30923    | BW             |
| 23957 (1860) | Wellingsbütteler Landstraße 230p (Lage) | O   | Reihenhaus |                  | 1935–39   | Frank, Paul A. R./Frank, Hermann | 30923    | BW             |
| 23958 (1860) | Wellingsbütteler Landstraße 230q (Lage) | O   | Reihenhaus |                  | 1935–39   | Frank, Paul A. R./Frank, Hermann | 30923    | BW             |
| 23959 (1860) | Wellingsbütteler Landstraße 230r (Lage) | O   | Reihenhaus |                  | 1935–39   | Frank, Paul A. R./Frank, Hermann | 30923    | BW             |
| 23960 (1860) | Wellingsbütteler Landstraße 230s (Lage) | O   | Reihenhaus |                  | 1935–39   | Frank, Paul A. R./Frank, Hermann | 30923    | BW             |
| 23961 (1860) | Wellingsbütteler Landstraße 230t (Lage) | O   | Reihenhaus |                  | 1935–39   | Frank, Paul A. R./Frank, Hermann | 30923    | BW             |
| 23962 (1860) | Wellingsbütteler Landstraße 230u (Lage) | O   | Reihenhaus |                  | 1935–39   | Frank, Paul A. R./Frank, Hermann | 30923    | BW             |
| 23963 (1860) | Wellingsbütteler Landstraße 232a (Lage) | O   | Reihenhaus |                  | 1935–39   | Frank, Paul A. R./Frank, Hermann | 30923    | BW             |
| 23964 (1860) | Wellingsbütteler Landstraße 232b (Lage) | O   | Reihenhaus |                  | 1935–39   | Frank, Paul A. R./Frank, Hermann | 30923    | BW             |
| 23965 (1860) | Wellingsbütteler Landstraße 232c (Lage) | O   | Reihenhaus |                  | 1935–39   | Frank, Paul A. R./Frank, Hermann | 30923    | BW             |
| 23966 (1860) | Wellingsbütteler Landstraße 232d (Lage) | O   | Reihenhaus |                  | 1935–39   | Frank, Paul A. R./Frank, Hermann | 30923    | BW             |
| 23967 (1860) | Wellingsbütteler Landstraße 232e (Lage) | O   | Reihenhaus |                  | 1935–39   | Frank, Paul A. R./Frank, Hermann | 30923    | BW             |
| 23968 (1860) | Wellingsbütteler Landstraße 232f (Lage) | O   | Reihenhaus |                  | 1935–39   | Frank, Paul A. R./Frank, Hermann | 30923    | BW             |
| 23969 (1860) | Wellingsbütteler Landstraße 232g (Lage) | O   | Reihenhaus |                  | 1935–39   | Frank, Paul A. R./Frank, Hermann | 30923    | BW             |
| 23970 (1860) | Wellingsbütteler Landstraße 232h (Lage) | O   | Reihenhaus |                  | 1935–39   | Frank, Paul A. R./Frank, Hermann | 30923    | BW             |
| 23971 (1860) | Wellingsbütteler Landstraße 232j (Lage) | O   | Reihenhaus |                  | 1935–39   | Frank, Paul A. R./Frank, Hermann | 30923    | BW             |
| 23972 (1860) | Wellingsbütteler Landstraße 232k (Lage) | O   | Reihenhaus |                  | 1935–39   | Frank, Paul A. R./Frank, Hermann | 30923    | BW             |
| 23973 (1860) | Wellingsbütteler Landstraße 234a (Lage) | O   | Reihenhaus |                  | 1935–39   | Frank, Paul A. R./Frank, Hermann | 30923    |                |
| 23974 (1860) | Wellingsbütteler Landstraße 234b (Lage) | O   | Reihenhaus |                  | 1935–39   | Frank, Paul A. R./Frank, Hermann | 30923    | BW             |
| 23975 (1860) | Wellingsbütteler Landstraße 234c (Lage) | O   | Reihenhaus |                  | 1935–39   | Frank, Paul A. R./Frank, Hermann | 30923    | BW             |
| 23976 (1860) | Wellingsbütteler Landstraße 234d (Lage) | O   | Reihenhaus |                  | 1935–39   | Frank, Paul A. R./Frank, Hermann | 30923    | BW             |
| 23977 (1860) | Wellingsbütteler Landstraße 234e (Lage) | O   | Reihenhaus |                  | 1935–39   | Frank, Paul A. R./Frank, Hermann | 30923    | BW             |
| 23978 (1860) | Wellingsbütteler Landstraße 234f (Lage) | O   | Reihenhaus |                  | 1935–39   | Frank, Paul A. R./Frank, Hermann | 30923    | BW             |
| 23979 (1860) | Wellingsbütteler Landstraße 234g (Lage) | O   | Reihenhaus |                  | 1935–39   | Frank, Paul A. R./Frank, Hermann | 30923    | BW             |
| 23980 (1860) | Wellingsbütteler Landstraße 234h (Lage) | O   | Reihenhaus |                  | 1935–39   | Frank, Paul A. R./Frank, Hermann | 30923    | BW             |
| 23981 (1860) | Wellingsbütteler Landstraße 234i (Lage) | O   | Reihenhaus |                  | 1935–39   | Frank, Paul A. R./Frank, Hermann | 30923    | BW             |
| 23982 (1860) | Wellingsbütteler Landstraße 234k (Lage) | O   | Reihenhaus |                  | 1935–39   | Frank, Paul A. R./Frank, Hermann | 30923    | BW             |
| 23983 (1860) | Wellingsbütteler Landstraße 234l (Lage) | O   | Reihenhaus |                  | 1935–39   | Frank, Paul A. R./Frank, Hermann | 30923    | BW             |
| 23984 (1860) | Wellingsbütteler Landstraße 234m (Lage) | O   | Reihenhaus |                  | 1935–39   | Frank, Paul A. R./Frank, Hermann | 30923    | BW             |
| 23985 (1860) | Wellingsbütteler Landstraße 234n (Lage) | O   | Reihenhaus |                  | 1935–39   | Frank, Paul A. R./Frank, Hermann | 30923    | BW             |
| 23673 (1860) | Wellingsbütteler Landstraße 242a (Lage) | O   | Reihenhaus |                  | 1935–39   | Frank, Paul A. R./Frank, Hermann | 30923    | BW             |
| 23986 (1860) | Wellingsbütteler Landstraße 242b (Lage) | O   | Reihenhaus |                  | 1935–39   | Frank, Paul A. R./Frank, Hermann | 30923    | BW             |
| 23987 (1860) | Wellingsbütteler Landstraße 242c (Lage) | O   | Reihenhaus |                  | 1935–39   | Frank, Paul A. R./Frank, Hermann | 30923    | BW             |
| 23988 (1860) | Wellingsbütteler Landstraße 242d (Lage) | O   | Reihenhaus |                  | 1935–39   | Frank, Paul A. R./Frank, Hermann | 30923    | BW             |
| 23989 (1860) | Wellingsbütteler Landstraße 242e (Lage) | O   | Reihenhaus |                  | 1935–39   | Frank, Paul A. R./Frank, Hermann | 30923    | BW             |
| 23990 (1860) | Wellingsbütteler Landstraße 242f (Lage) | O   | Reihenhaus |                  | 1935–39   | Frank, Paul A. R./Frank, Hermann | 30923    | BW             |
| 23991 (1860) | Wellingsbütteler Landstraße 242g (Lage) | O   | Reihenhaus |                  | 1935–39   | Frank, Paul A. R./Frank, Hermann | 30923    | BW             |